# 西武新宿線
新宿線（しんじゅくせん）は、東京都新宿区の西武新宿駅と埼玉県川越市の本川越駅とを結ぶ西武鉄道の鉄道路線である。駅ナンバリングで使われる路線記号はSS。
所沢駅で接続している池袋線とともに西武鉄道の主要路線である。歴史的経緯から西武鉄道の鉄道路線は池袋線系統（旧・武蔵野鉄道）、新宿線系統（旧・西武鉄道）とその他の路線に大別でき、当路線の高田馬場駅 - 東村山駅間は旧・西武鉄道、東村山駅 - 本川越駅間は現在の国分寺線（国分寺駅 - 東村山駅）とともに旧・西武鉄道の前身である川越鉄道によって建設された。

## 概要
新宿区歌舞伎町に位置する西武新宿駅から高田馬場駅、所沢駅などを経由して本川越駅に至る首都圏の通勤通学路線である。また特急「小江戸」が運行され、埼玉県屈指の観光地である川越への観光輸送を担っている。東京から川越方面へのアクセスにおいては起点駅や経路が異なるものの、東日本旅客鉄道（JR東日本）の埼京線・川越線や東武東上線と競合関係にあるが、直線的なルートを採用している東武東上線よりも、JRや当路線は川越まで迂回するルートを通っているため所要時間の面で不利となっている。また終点の本川越駅は東武東上線やJR東日本の川越線が乗り入れる川越市の中心駅の川越駅とは離れた場所に位置している一方で、時の鐘を含む川越の観光名所や旧市街地へは同駅が最寄りである。
小平駅から拝島線が分岐しており、直通列車も多数運転されるため、同線からの通勤・通学も受け持っているといえる。西武新宿駅 - 小平駅 - 拝島線拝島駅間はJR中央線・青梅線と競合し、有料座席指定列車の「拝島ライナー」が運行されている。
起点の西武新宿駅はJRや私鉄・地下鉄各線が乗り入れる新宿駅から500 m北側の歌舞伎町に所在しているため、他路線との乗り換えが不便なことから1つ隣の高田馬場駅が実質的な乗り換え駅・ターミナル駅として機能しており、当路線の利用者数は西武新宿駅より高田馬場駅の方が圧倒的に多い。当初、西武新宿駅は新宿線の仮駅として開業し、最終的には新宿駅東口駅ビル（現在のルミネエスト新宿）まで延伸する予定であったが、当時はホーム有効長6両編成2線分までしかスペースが確保できなかったため延伸を断念した経緯がある。
また、山手線周辺から郊外に延びる総延長15 km以上の大手私鉄路線では、唯一地下鉄との相互乗り入れを行っていない。さらに、構想こそあったものの複々線区間が全く存在しない路線でもある。

## 路線データ
- 路線距離（営業キロ）：47.5 km
- 軌間：1067 mm
- 駅数：29駅（起終点駅含む）
- 複線区間：西武新宿駅 - 脇田信号場 (46.6 km)
- 単線区間：脇田信号場 - 本川越駅 (0.9 km)
- 電化区間：全線（直流1500 V架空電車線方式）
- 閉塞方式：自動閉塞式
- 最高速度：105 km/h[1]

## 沿線風景

### 西武新宿 - 高田馬場
西武新宿駅は頭端式ホーム2面3線で、JR東日本の新宿駅東口から北側おおよそ500 mに位置する。同駅を出てすぐに、JR東日本の中央線快速電車・中央総武線各駅停車が左にカーブしながら離れていく。進行方向左手に現れるJR東日本の山手線と、埼京線および湘南新宿ラインが通る山手貨物線に併走して北進する。職安通りのガードを越えて少々走ると、JR山手線の新大久保駅が現れるが、新宿線に駅は設けられていない。
海城中学校・高等学校、保善高等学校の校舎の横を通過しながらほぼ直線状に進むと、JR山手線、東京メトロ東西線との乗換駅であり、この区間を通る全旅客営業列車が停車する高田馬場駅に到着する。

### 高田馬場 - 鷺ノ宮
高田馬場駅を出ると少し右にカーブした後に急な坂を下る。そして左に急カーブしながら神田川を跨ぎ、その直後に山手線をくぐっても、さらに急カーブは続き、結果的に進路を西に取る。この区間は曲線半径が158 m、30.3 ‰の下り勾配のため、35 km/hの速度制限を受ける。ここで高架から地上に降りるが、これ以降ではごく一部を除いて高架や盛土区間を走らない。山手線をくぐった後は新目白通りとしばらく併走し、それから少し左へ曲がって分かれると妙正寺川に接し、その後下落合駅に着く。
下落合駅を出ると、再び少し左に曲がる。住宅密集地を進みながら妙正寺川を渡ると、中井駅に着く。同駅は山手通りの下にあり、中線が1本ある待避駅で、都営地下鉄大江戸線との乗換駅である。なお、下落合駅寄りはカーブしており、ポイント通過の際に列車が大きく揺れる地点でもある。
中井駅を出ると、S字カーブを描きながら、蛇行する妙正寺川を再び渡る。その後300 mほど進むと、新井薬師前駅に着く。同駅は新宿線の中でも特にホームがカーブしている。
新井薬師前駅を出ると、住宅密集地をさらに進みながら妙正寺川をもう一度渡り、左に曲がりながらポイントを通過し、沼袋駅に着く。同駅はかつて内側2線の通過線を持った相対式ホームであったが、現在は後述の連続立体交差事業の関係で2面2線の相対式ホームと通過線が1線の2面3線という形態になっている。事業完成時には島式ホーム2面4線となる。また、駅前は京王バスが発着するが、街路が狭隘なため、南行一方通行のみである。ここに限らず都心寄りは狭隘な駅前を持つところが多い。なお、中井駅から野方駅までのうち中野区内の、おおよそ2.4 kmの区間では、既に連続立体交差事業による地下化工事が始まっており、完成時には中野通りを含む7箇所の踏切が撤去される予定である。
沼袋駅を出ると、急なS字カーブを描く。その後、連続立体交差事業区間が終わると野方駅に着く。なお、同駅直下では環七通りを跨いでいる。
野方駅を出るとほどなく都立家政駅に着く。同駅で進路を西に変える。
都立家政駅を出ると、すぐに下り線のみ待避可能な2面3線の鷺ノ宮駅に到着する。都立家政駅 - 鷺ノ宮駅間の距離は、0.5 kmと新宿線では最短である。なお、この高田馬場駅 - 鷺ノ宮駅間は半径300 - 600 mのカーブが連続するため、列車の速度が抑えられることになる。

### 鷺ノ宮 - 上石神井
鷺ノ宮駅を出ると、その西側の踏切で中杉通りと平面交差する。その先で少し右にカーブした後は、多少のアップダウンこそあれど、比較的線形が良くなる。かつて存在した西鷺宮駅の跡地を通りすぎると、下井草駅に着く。
下井草駅を出ると、車窓ではちらほらと畑が見え、少し左へカーブすると鷺ノ宮駅 - 上石神井駅間では唯一の、1本の通過線を有する井荻駅に着く。
井荻駅を出るとすぐに環八通りと立体交差するが、電車から見える高架橋以外に地下トンネル（井荻トンネル）でも交差している。その後中線が合流し、ほどなく上井草駅に着く。
その後千川通りを踏切で平面交差した先に、上石神井車両基地が南に広がり、複雑な分岐器を越えると島式ホーム2面3線の上石神井駅に到着する。
同駅のホームや階段は狭隘で、ホーム端はすぐ踏切となる。なお、同駅付近で東京外環自動車道が交差する計画である。

### 上石神井 - 田無
この区間では勾配は多いが、線形はさらに良くなる。上石神井駅を出るとほどなく下り勾配が始まり、武蔵関駅に着く。
武蔵関駅を出ると、その先で石神井川と並行する。武蔵関公園の北側をかすめると上り勾配となり、東京23区から外れると東伏見駅に着く。同駅は新宿線では珍しい島式ホーム2面4線の待避駅である。また、東伏見駅以西の各駅には多摩湖線を除くほぼ全ての駅に駅前広場が整備されている。
東伏見駅を出ると、途中南側に東伏見公園の緑を見ながら非常にゆるい左カーブを描き、伏見通り（東京都道233号東大泉田無線支線）のアンダーパスを乗り越し、若干の盛土と掘割区間を経て西武柳沢駅に着く。
西武柳沢駅を出ると、数少ない高架区間となっており、第二次世界大戦中に中島飛行機武蔵野製作所への陸軍鉄道連隊が作った専用線のガードを越えて青梅街道と武蔵境通りのバイパスを乗り越す。再び地上に戻り武蔵境通りと平面交差すると田無駅に到着する。
同駅は特急「小江戸」と拝島ライナー以外のすべての種別が停車する主要駅だが、島式ホーム2面3線の設備である。この配線が新宿線の特徴である。

### 田無 - 小平
田無駅を出ると、そこには本川越駅寄りに引上線がある。それを横目に住宅街を西へ進む。線路北側の家並の向こうにはスカイタワー西東京が見える。西東京市と小平市の市境付近より右カーブし、これより東村山駅の手前まで、進路を北西に取る。カーブを終えると、花小金井駅に着く。同駅は島式ホーム1本であるが、かつては2面3線だった名残でホーム幅が広い。
花小金井駅を出るとすぐに小金井街道と平面交差する。道幅は広いが、南北を結ぶ西武バスの各路線が通り、同踏切が原因でしばしば渋滞が発生している。花小金井駅からはすぐ南には多摩湖自転車歩行者道が通っており、ここから次駅小平駅付近まで併走する。その後住宅と畑が混在する一帯をしばらく進むと青梅街道と斜めに平面交差するが、同踏切の前後はかなり急なS字カーブで、列車が減速するため踏切渋滞に拍車をかけている。また、踏切横には公立昭和病院があるため、救急車がしばしば立往生している。なお、このカーブにはかつて東小平駅が設置されていた。カーブを過ぎると新小金井街道が下をくぐる。やがて上下線の間に引上線が割り込み、拝島線と分岐する島式ホーム2面4線の小平駅に到着する。
同駅は2面4線であるが、待避駅ではなく拝島線との分岐駅となっている。このため小平駅までは複線であったのが、小平駅を出た直後は複々線のようになっている。小平駅の北西に小平霊園があるため、駅付近には墓石屋が多く、春秋の彼岸の時期には北口前に露店が並ぶ。

### 小平 - 東村山
小平駅を出てしばらく拝島線と併走するが、その後拝島線は左に曲がって分かれていく。右手に小平霊園を見ながら進んでいくと久米川駅に着く。
久米川駅を出るとすぐに空堀川を跨いだ後、新青梅街道をくぐる。野方駅辺りからここまでは新青梅街道に併走する形で進んできたが、分岐して東村山駅の手前で右カーブして北へ進む。このカーブの所で府中街道と平面交差する。主要道路との平面交差であるので、しばしば渋滞する地点である。カーブを過ぎると左側に国分寺線が現れ、東村山駅まで併走する。その後、後述の連続立体交差事業により建設中の高架橋を見ながら、特急「小江戸」も停車する3面6線の東村山駅に到着する。なお、新青梅街道との交差地点から先、東村山駅の先の都県境付近までの約2.3 km区間、高架による連続立体交差化事業が進められている。
東村山駅は東に市役所などがある市の中心部のため、東口側は以前から駅前広場が整備されている。一方、昔ながらの雰囲気を残していた西口も2009年に新たな駅前広場が整備されるなど、再開発事業はほぼ完了した。ただ、依然として狭い道が多い地域となっている。

### 東村山 - 所沢
東村山駅を出ると、西武園線としばらく併走する。やがて西武園線が左にそれ、住宅街ながらも緑の多い一帯を北に進む。盛土を走るようになると視界が開け、左に低い山並みを見ることができる。ここは八国山緑地と呼ばれ、映画『となりのトトロ』のモデルとなった場所でもある。埼玉県に入ってすぐ左に国際航空専門学校があり、小型航空機やヘリコプターを見ることができる。盛土が終わると所沢街道の秋津橋と、さらに池袋線が頭上で立体交差し、複雑な分岐器を通って、池袋線と接続し、特急「小江戸」も停車する、所沢駅に到着する。かつては駅手前の踏切の先で西武所沢車両工場へ引き込み線が分岐していた。
同駅は3面5線構造で、複雑な線路配置であるが、新宿線だけを見ると、基本的に相対式ホーム2面2線と言える。改良工事が終了し、駅舎やコンコースが拡大されたものの配線自体に大きな変化はない。

### 所沢 - 新所沢
所沢駅を出てすぐに左へカーブし、進路は再び北西に取ることとなる。再び盛土区間となり、東川のガードからは直線区間が続く。なお、このあたりにはかつて所沢御幸町駅が存在したが、同駅が北に移転して新所沢駅となった。東側は所沢航空記念公園が一帯に広がり、西側は一方通行であったり、狭隘であっても線路沿いに道路が設けられており、東側のマンションや大規模団地開発に際しての配慮と思われる区間でもある。新宿線内では最も新しい駅・航空公園駅に着く。市役所や所沢市民文化センター ミューズ、簡易裁判所、税務署、公共職業安定所等の主だった公共機関が航空公園駅東口周辺に移転してきたこともあり、所沢市の行政の中心とも言える。
航空公園駅を出ると、住宅地をくぐり抜け、島式ホーム2面4線の新所沢駅に到着する。新所沢駅界隈も道路整備や街並みの整備により、以前とはまた違った顔を見せる。開業時から繁華街として栄えた西口にはパルコ等のテナントや、居酒屋が多く見受けられる。南入曽車両基地へ出入する電車は、同駅始発・終着となる。

### 新所沢 - 狭山市
新所沢駅を出ると、そこから次の入曽駅まではずっと直線である。両駅のほぼ中間、県道所沢狭山線（つつじ通り）が斜めに平面交差した先に南入曽車両基地がある。周囲は住宅地よりも農地が目立つ。その後直進すると、入曽駅に着く。新所沢駅 - 入曽駅間の距離は、新宿線では最長の3.9 kmである。なお同駅は、東伏見駅以西の各駅の中では唯一駅前広場が整備されていなかったが、2025年3月末より駅北側に東西自由通路及び駅前広場が供用開始されることとなり、併せて複合商業施設が開業し利便性が向上した。
入曽駅を出ると、県道川越入間線（茶つみ通り）と平面交差した辺りで緩い右カーブをなし、しばらく進むと左手に航空自衛隊入間基地が広がる。基地の東側に沿って進み、基地が終わると県道所沢狭山線（狭山中央通り）が頭上を乗り越え、しばらくやや急な右カーブを通ると、狭山市駅に到着する。相対式ホーム2面2線の特急「小江戸」停車駅である。バス路線が集中する駅の西側は駅前広場が無く道幅も狭いなど問題が多かったため、駅舎を含めた再開発事業が実施され、2012年に完了した。

### 狭山市 - 本川越
狭山市駅を出ると、しばらく右カーブした後は直線状に走る。この右カーブの先の進路は北東となる。なお、ここから脇田信号場手前までの区間は線路がほぼ直線であるため、比較的高速運転が可能である。旧狭山環状有料道路でもある都市計画道路東京狭山線の狭山トンネルとの交差を越え、その後しばらく走行すると、新狭山駅に着く。
新狭山駅を出ると川越狭山工業団地の中をひたすら走り、その途中で川越市に入る。しばらくすると、かつて安比奈線との分岐駅であった南大塚駅に着く。安比奈線は1963年より長らく休止となっていたが、2017年5月31日を以て廃止となった。
南大塚駅を出てすぐに、関越自動車道のガードをくぐって速度を上げる。狭山市駅付近から国道16号線とは併走していたが、この区間は特に至近距離で併走するため、同線沿いの店舗などがよく見える。なお、この区間にはかつて川越競馬場前駅という臨時駅が設置されていた。やがて列車は減速しながら国道16号線とは立体交差して分かれ、すぐ近くの脇田信号場で新宿線では唯一の単線区間へ入り、その後左にカーブする。この区間が単線であることの理由は、JR川越線と東武東上線のガードをくぐる所の用地確保が困難であることなどがある。同ガードをくぐったあとに踏切を越え、再び線路が分かれると、終点・頭端式ホーム2面3線の本川越駅に到着する。

## 運行形態
運転される列車種別は、後述の「列車種別」の節の通りであるが、基本的に速達列車が途中駅から各駅停車となる典型的な郊外電車型の運行形態である。
新宿線内のみを運転する列車のほかに、接続する西武の他線との直通運転が多く設定されている。
- 拝島線 … 終日にわたり急行が直通している。各停・準急も一部が直通する。
- 多摩湖線（多摩湖駅方面） … 平日朝ラッシュ時に直通各停が下り1本上り3本、土曜休日に不定期運転の急行が下り3本上り2本設定されている。
- 西武園線 … 2012年6月30日ダイヤ改正以降は直通列車の設定がない。西武園競輪開催時に、西武園駅からの直通列車が運転されることがあった。1998年3月まで西武新宿駅からの西武園行き快速急行の設定があった。
- 池袋線・狭山線 … 西武ドームでプロ野球試合が行われる日は、西武球場前行き直通列車が運転される。

このほか、2016年4月17日より西武4000系(4009F)を使用した「旅するレストラン 52席の至福」が1往復、土曜・休日を中心に年間100日程度運転される。西武新宿駅 - 所沢駅 - 西武秩父駅間（所沢駅および飯能駅では、進行方向が変わるのと乗務員交代を行なう目的での運転停車）で運転されているほか、2016年12月18日からは西武新宿駅 - 本川越駅間の新宿線全区間でも運転が始まった。
車両基地は、上石神井車両基地と南入曽車両基地、拝島線に玉川上水車両基地が設置されている。

### 運行本数
2024年3月16日ダイヤ改正時点での日中1時間あたりの運行本数は以下のようになっている。
| 種別＼駅名 | 種別＼駅名     | 西武新宿 | …   | 田無 | 田無 | …   | 小平 | 小平    | …       | 東村山  | …       | 新所沢  | …       | 本川越  |
| ---------- | -------------- | -------- | --- | ---- | ---- | --- | ---- | ------- | ------- | ------- | ------- | ------- | ------- | ------- |
| 運行範囲   | 特急「小江戸」 | 1本      | 1本 | 1本  | 1本  | 1本 | 1本  | 1本     | 1本     | 1本     | 1本     | 1本     | 1本     | 1本     |
| 運行範囲   | 急行           | 3本      | 3本 | 3本  | 3本  | 3本 | 3本  | 3本     | 3本     | 3本     | 3本     | 3本     | 3本     | 3本     |
| 運行範囲   | 急行           | 3本      | 3本 | 3本  | 3本  | 3本 | 3本  | →拝島線 | →拝島線 | →拝島線 | →拝島線 | →拝島線 | →拝島線 | →拝島線 |
| 運行範囲   | 各停           | 3本      | 3本 | 3本  | 3本  | 3本 | 3本  | 3本     | 3本     | 3本     | 3本     | 3本     | 3本     | 3本     |
| 運行範囲   | 各停           | 3本      |     |      |      |     |      |         |         |         |         |         |         |         |

## 列車種別
停車駅は「駅一覧」を参照。

### 現在の種別

#### 特急
1993年12月6日のダイヤ改正で新設。

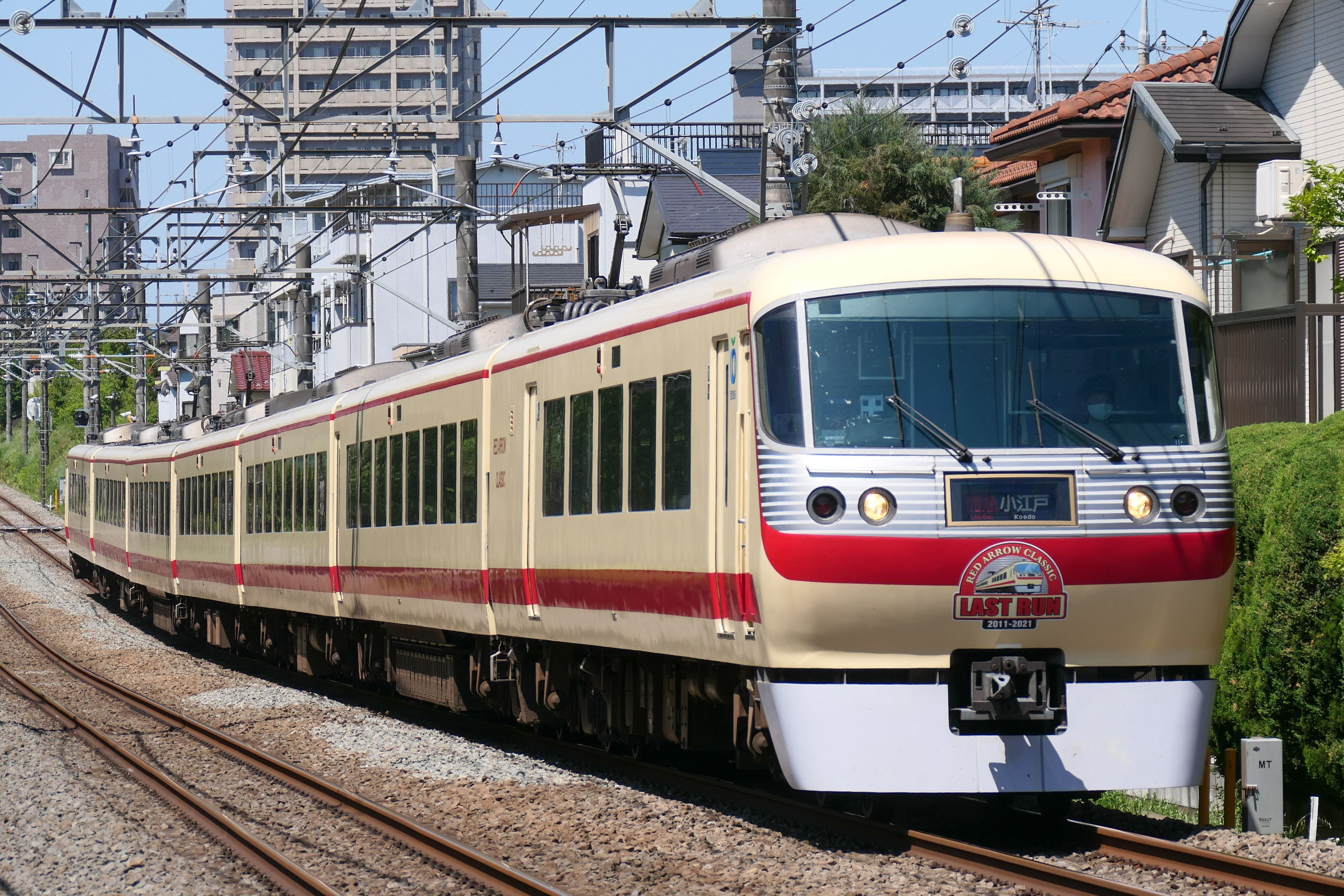
10000系レッドアロー・クラシックによる特急「小江戸」

終日運転される有料特急。「小江戸」の愛称があり、車両は10000系ニューレッドアローが使用される。全列車が西武新宿駅 - 本川越駅間の往復である。1993年の「小江戸」運転開始当初は所要時間43分で走破していたが、2013年3月16日より東村山駅が正式に停車駅として追加された。そのため、現行ダイヤでの所要時間は最短45分である。
1993年までは西武新宿駅 - 西武秩父駅間で、休日のみ「おくちちぶ」号を運転していたほか、送り込みとして西武新宿駅 - 本川越駅間（上りは所沢駅発）を1往復「むさし」号として運転していた。（当時の使用車両は5000系）
2011年から2014年までは拝島線に直通する臨時特急が運行されていた。2011年度は新宿線内は西武新宿駅・高田馬場駅・田無駅・小平駅に停車していたが、2012年度以降は田無駅は通過するようになった。なお、2011年・2012年度は乗車駅が西武新宿駅・高田馬場駅に限定されていたが、2013年度からは限定なく途中乗車可能となっていた。
現行のニューレッドアローからの置き換えが検討されていたが、2025年3月14日のプレリリースで「2026度中にライナー型車両へ置き換え」が発表された。

#### 拝島ライナー

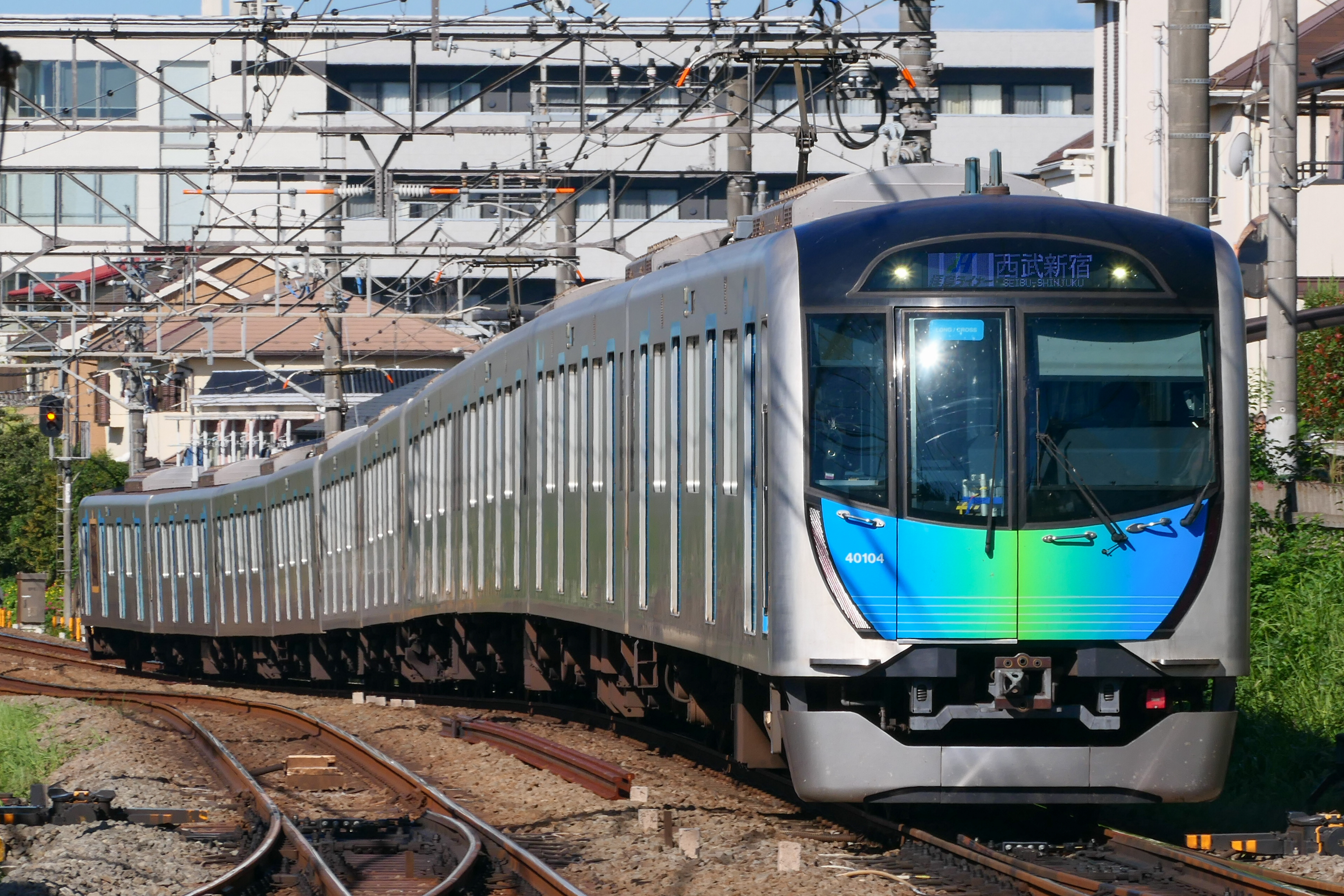
拝島ライナーに使用される40000系40104F

2018年3月10日のダイヤ改正から運行が開始された座席指定制列車。車両は40000系のロングシート・クロスシート転換車が使用される。
拝島線へ直通運転し、夕方・夜間に西武新宿駅発拝島駅行きが6本運転される。停車駅は高田馬場駅（乗車専用）、小平駅から先の拝島線の各駅。西武新宿駅・高田馬場駅から乗車する場合は座席指定券が必要となるが、小平駅から先の各駅では乗車券のみで利用できる。
2023年3月18日のダイヤ改正で平日朝に上り列車（拝島駅発西武新宿行）が2本設定された。全区間で座席指定券が必要となる。停車駅は拝島線の各駅（乗車専用）、高田馬場駅（降車専用）、西武新宿駅。2024年3月改正で、上りの1本が追加され、6時台2本（拝島6:18発・6:48発）と8時台1本（同8:01発）の3本運転になったが、8時台の1本は車両運用の都合で2号の折り返しで回送されてきた車両が充当される。

#### 快速急行
2020年3月14日のダイヤ改正で再設定。

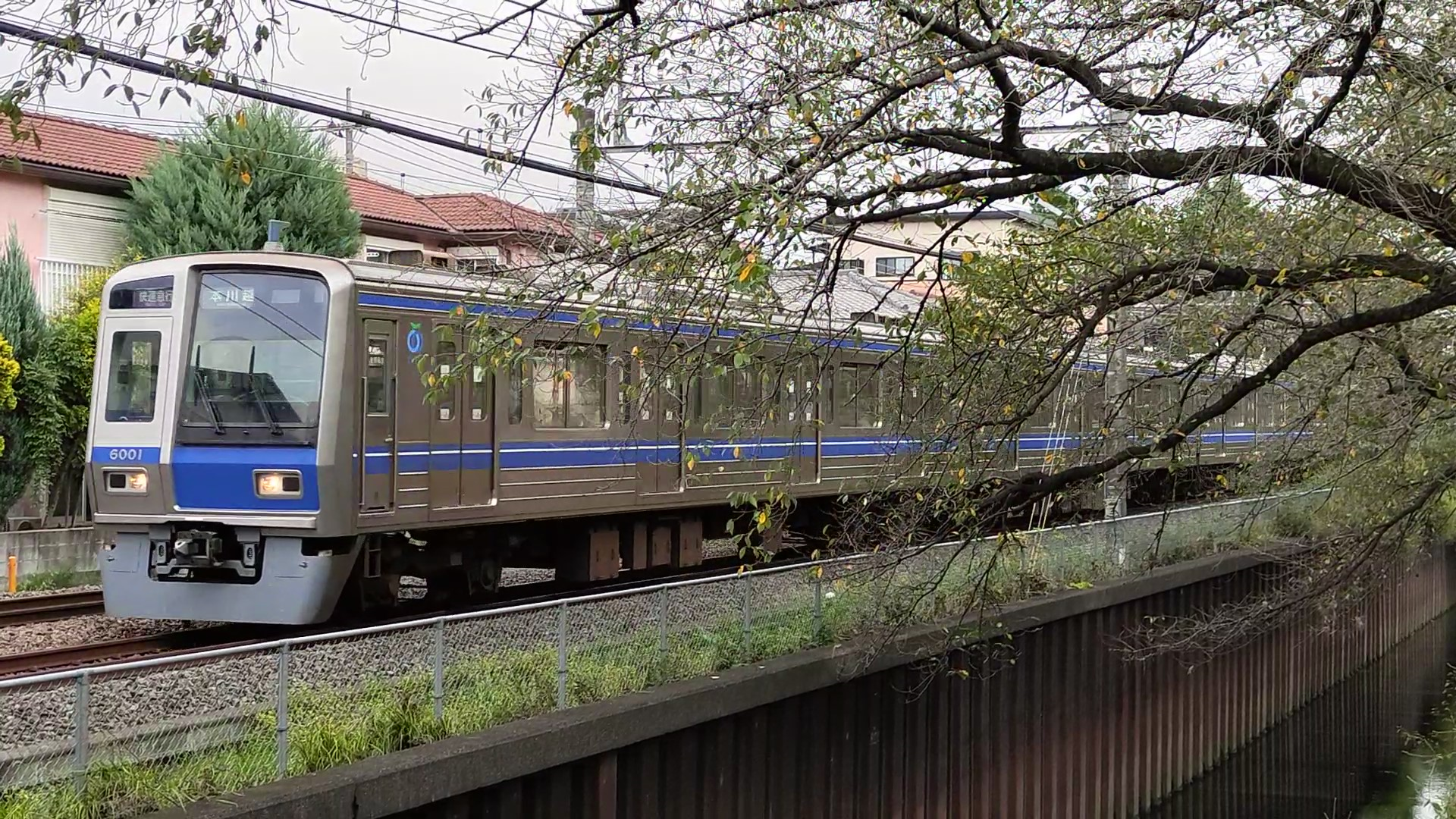
6000系による快速急行本川越行き

快速急行は川越へのアクセス向上を目的として、土休日に西武新宿駅 → 本川越駅で下り1本のみ運行。当初は西武新宿発9時33分と10時21分の2本が設定され、本川越駅への所要時間が最短46分と急行と比べると10分短縮された。当路線では急行停車駅である鷺ノ宮駅と上石神井駅を通過し、田無駅に停車する。田無駅から先も通過駅がある（停車駅は駅一覧を参照）。これは2012年に廃止された快速急行「川越号」（廃止時は列車愛称なし）の廃止直前の停車駅と同一である。2022年3月12日のダイヤ改正で西武新宿発9時00分の1本に削減された。
種別色は池袋線と同じ紫色。

#### 通勤急行
1993年のダイヤ改正で新設。
通勤急行は本川越駅・所沢駅から高田馬場・西武新宿方面への速達を目的に平日朝ラッシュ時の本川越駅発1本のみ運転される。後述の急行では各駅に停車する本川越駅 - 田無駅間も急行運転を実施する。拝島線の乗換駅である小平駅は停車しない。なお、この時間帯にも急行は運転されている。
1993年にそれまで運転されていた平日朝ラッシュ時の千鳥停車の急行の停車駅を明確にする目的で、快速（現在は廃止）とともに登場した。当時は現在のような田無駅以西での急行運転を実施せず、田無駅 - 高田馬場駅間で上石神井駅に停車し、鷺ノ宮駅を通過する種別を通勤急行と呼称した。また、現在は所沢駅 - 本川越駅間の途中停車駅は新所沢駅・狭山市駅のみだが、当時この区間は各駅停車であった。現在の停車駅となったのは2001年12月からで、朝ラッシュ時の所沢・本川越方面から西武新宿方面への速達列車の色合いが強くなった。
種別色は黄色またはオレンジ色である。

#### 急行

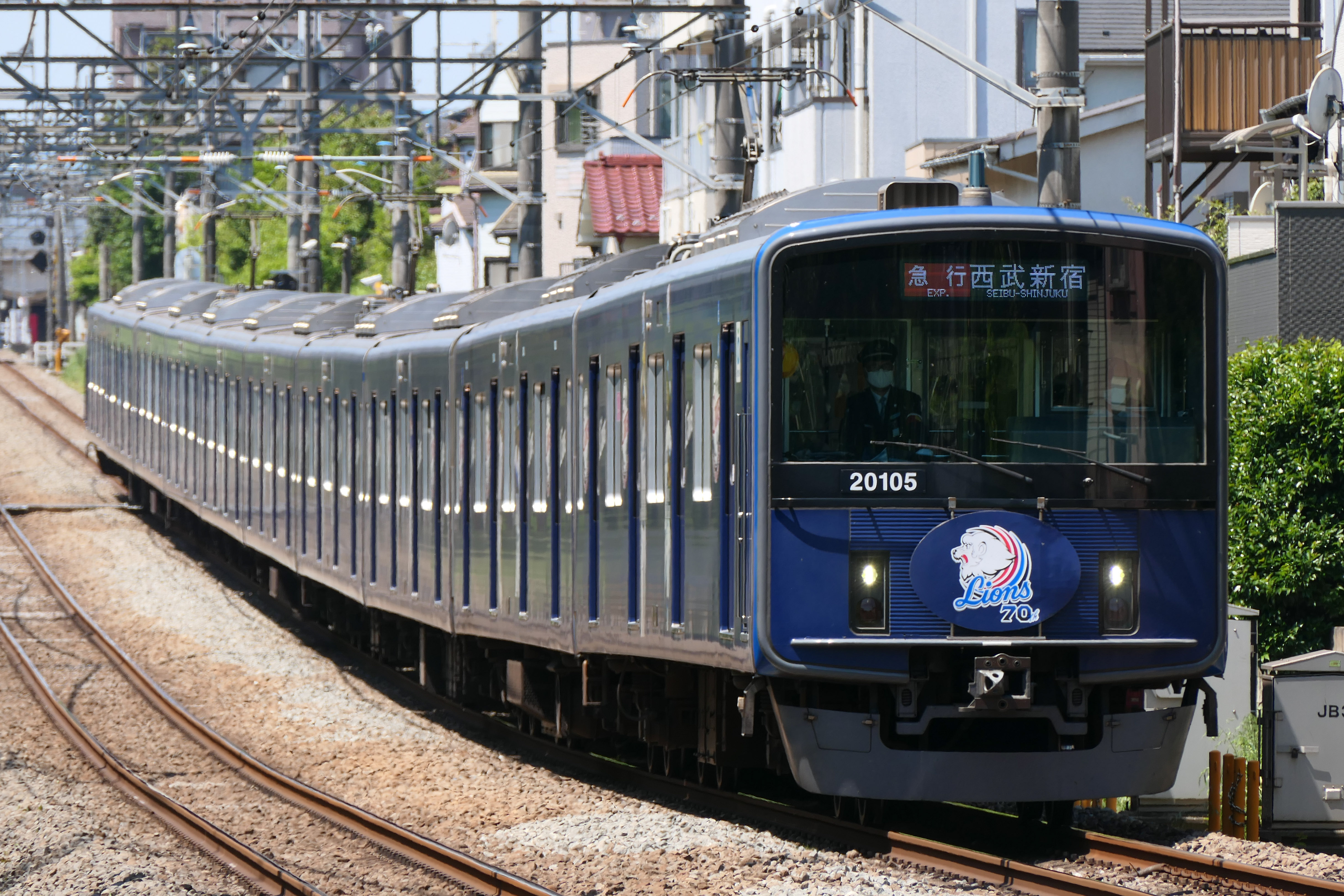
20000系による西武新宿行き急行

急行は当路線の主力優等種別であり、基本的には西武新宿駅 - 新所沢駅・本川越駅・拝島駅間で運転され、本川越方面・拝島方面ともに終日運転される。2024年3月改正以降、日中時間帯は平日ダイヤ・土休日ダイヤともに1時間に6本で、本川越駅発着と拝島駅発着が20分間隔で交互に運転されており、西武新宿駅 - 小平駅間では10分間隔となるが、土休日ダイヤの一部に新所沢始発の急行が運転される。編成両数は10両編成での運転が基本であるが、平日・土休日ともに一部で8両編成で運転する列車が存在する（後述の準急も同様）。また、玉川上水駅発着の列車が土休日の朝に下り1本と夕方に上り1本、田無駅発着の列車が平日の朝に下り1本、土休日の夕方以降に上り2本が設定されている。
各駅停車との接続は昼間時間帯は下りは鷺ノ宮駅で、上りは上石神井駅で行われる。また小平駅では本川越駅発着の列車は小平駅 - 玉川上水駅・拝島駅間を運転する各駅停車に、拝島駅発着の列車は西武新宿駅 - 新所沢駅・本川越駅間の各駅停車に接続する。平日夕方時間帯（20時まで）は下りは中井駅で各停を追い越し、鷺ノ宮駅・上石神井駅・小平駅で接続する。平日朝ラッシュ以外の時間帯は下りは鷺ノ宮駅・小平駅で接続、上りは小平駅（拝島方面からの列車）または田無駅（所沢方面からの列車）と上石神井駅で接続する。平日朝ラッシュ時は列車によって異なる接続をする。
下り列車の田無駅から終点までは、車両の方向幕では「急行」と表示されても、駅の発車標では「各停」と表示される（これは後述の準急も同様）。
ほぼ終日にわたり、下り列車の拝島・本川越方面行きは鷺ノ宮駅・上石神井駅・東村山駅・新所沢駅のいずれかで（拝島方面行は朝夕のみ）、また本川越方面からの上り列車は新所沢駅・東村山駅のいずれかで特急に抜かれる。
西武ドームでの野球等イベント開催時には、平日ナイターでは西武新宿駅 - 所沢駅 - 池袋線西所沢駅 - 狭山線西武球場前駅間の臨時列車が、土休日デーゲーム他不定期に西武新宿駅 - 小平駅 - 拝島線萩山駅 - 多摩湖線多摩湖駅間の臨時列車が運転される（多摩湖駅から山口線乗り換えで西武球場前駅）。このうち池袋線・狭山線直通の列車は所沢駅周辺での工事に伴い、2022年から運転を休止している。
1993年のダイヤ改正以前は、平日朝ラッシュ時の上りに限り通常の急行以外に、田無駅 - 高田馬場駅間で途中、上石神井駅にのみ停車する急行（本川越駅発）と、鷺ノ宮駅にのみ停車する急行（拝島駅・西武遊園地駅〈現：多摩湖駅〉発）が運転されていた。停車駅こそ違ったが、どの種別も一括して「急行」と呼称され不明確であったため、ダイヤ改正後は前者を通勤急行、後者を快速と呼称するようになった。
かつては萩山駅で連結・切り離し作業を行う列車（西武新宿駅寄り4両が西武遊園地駅発、拝島駅寄り6両が拝島駅発）も存在していたが、2013年3月15日を以って運行を終了した。2016年3月21日までの土休日は西武遊園地駅発着の列車もあり、この列車は多摩湖線のホーム有効長の関係上8両編成で運転されていた。2016年3月26日実施のダイヤ改正で、西武ドームにおけるプロ野球試合開催日や夏休みなどの不定期運転に格下げされ、上りは2本とも田無駅始発を延長して不定期的に運転する形を取った。
種別色は朱色・赤文字である。

#### 準急

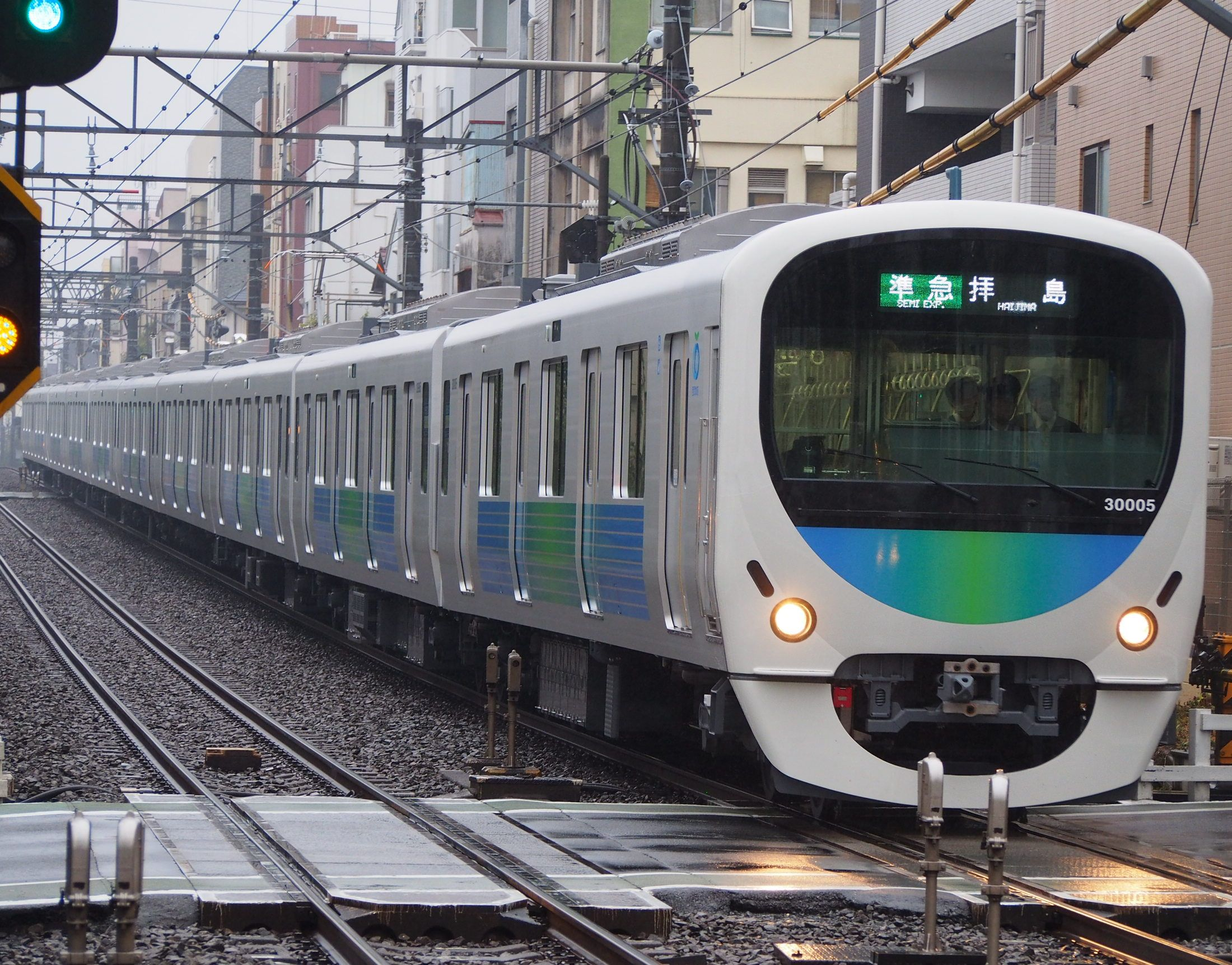
新宿線内の準急は平日が日中時間帯以外に、土日は早朝と夕夜間に設定されている。写真は30000系30105Fによる拝島行き準急

準急は、急行を補完する形で日中以外の時間帯に運行される。基本的には西武新宿駅 - 田無駅・新所沢駅・本川越駅・拝島駅間の運転系統が基本である。早朝・深夜の一部を除き、多くの列車が鷺ノ宮駅以遠の停車駅で、急行・拝島ライナー・特急に追い抜かれる。
かつては終日にわたり運行されていたが、大部分の列車は2012年6月30日のダイヤ改正で急行に格上げされる形で廃止された一方、2013年3月18日からは拝島駅発着の準急を平日限定で朝・夕方・夜にも運行し、また本川越駅発の急行の一部を準急に格下げして本数を増やした。一方、土休日は西武新宿駅 - 新所沢駅・本川越駅間で合わせて下り3本、上り4本のみの設定であった。2018年3月10日のダイヤ改正より、一部急行を格下げする形で休日夕夜間の準急が復活し、始発駅を17時以降に発車する列車が設定されたが、2019年3月16日のダイヤ改正で休日夕方の準急は再び急行に格上げされて消滅した。2022年のダイヤ改正で、土休日ダイヤの夕方時間帯から20時台に一部の急行から変更され、特に上りは小平駅基準で16時台から19時台まで約30分間隔となっている。
種別色は緑色である。

#### 各駅停車

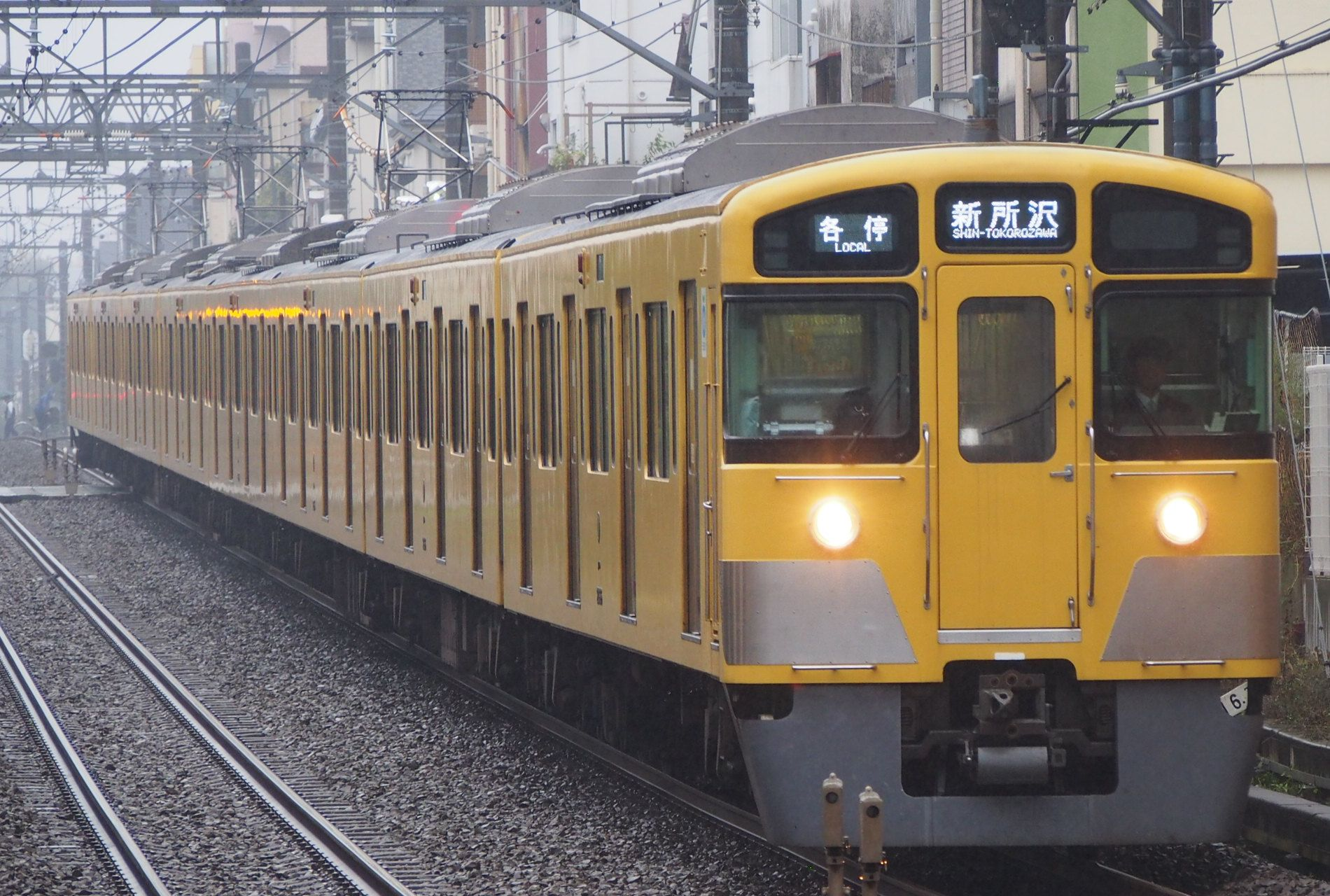
主に朝・夕に運転される新所沢行き各停

各駅に停車する。西武新宿駅 - 本川越駅間の全線を運転する列車のほか、西武新宿駅 - 上石神井駅・田無駅・新所沢駅間の区間列車が運行されている。昼間時間帯以外には西武新宿駅 - 玉川上水駅・拝島駅間の拝島線直通列車が運行されている。また、土休日朝に本川越発新所沢行きが1本（新所沢駅で始発の各駅停車西武新宿行きと接続）運転されている。各駅停車のみ停車する下落合駅 - 都立家政駅・下井草駅 - 上井草駅の各駅のホームの長さは8両分しかないため、基本的に8両編成で運転されるが、早朝・夕方・深夜には出入庫の関係で同区間を含まない列車が10両で運転される場合もある。野球開催時には、本川越 - 西武球場前間の列車も運転される。平日・土休日ともに本川越発所沢行きの列車が存在する。
2019年3月15日まで国分寺線直通列車も運行されていたが、東村山駅周辺の高架化工事進捗に伴い、2019年3月16日のダイヤ改正で一時的に直通運転は休止された（完成は2024年度の予定）。これを補完する目的で、日中時間帯に毎時1本運転されていた西武新宿駅 - 新所沢駅間の区間運転は本川越駅発着となり、新宿線の全線運転は毎時3本に変更された。国分寺線は各駅のホーム有効長が6両編成のため、直通列車は6両編成で運転されていた。
以前は「普通」と称していた。2008年6月14日のダイヤ改正までは、駅の案内表などでは「準急」以上の列車の各駅停車区間も含めて「各駅停車」「各停」として案内され、列車に表示される種別表記は「普通」となっていたが、同改正以降は「各停」になった。
かつては西武園駅発西武新宿駅行きの列車も運転されていたが、2011年12月24日に東村山駅で脱線事故が発生し、その後運転が休止された。また2012年6月30日のダイヤ改正までは萩山駅で切り離しする10両編成の上石神井駅発拝島駅・西武遊園地駅（現：多摩湖駅）行きも存在した。
種別色は灰色である。

### 過去の種別

#### 快速急行
1980年から2012年まで運行。1998年3月のダイヤ改正を境に運行形態が変更されており、ここではそれ以前のものを初代、以降のものを2代として記述する。

##### 初代
初代の快速急行は1980年3月のダイヤ改正から1998年3月26日のダイヤ改正まで存在した。
後述の1998年3月26日から2012年6月29日まで運行されていた快速急行とは別の種別であり、
1. 西武園競輪開催日に平日・土曜・休日とわず運転の西武新宿駅 - 西武園駅間運転の往復の競輪臨時快速急行
2. 土曜・休日のみに西武新宿駅 - 西武遊園地駅（現：多摩湖駅）間で往復運転の行楽快速急行
3. プロ野球・西武ライオンズの公式戦開催日（土休日ダイヤの時のみ）と同 日本シリーズ開催日の平日・土曜・休日とわず運転の西武新宿駅 - 西武球場前駅間運転の往復の野球臨時快速急行
4. 西武新宿駅 - 本川越駅間の快速急行（土休日のみの運転で通称「ゴルフ急行」）

以上の4つが設定されていた。1990年までは行楽時期のみの不定期列車扱いでもあった。
停車駅も1998年から2012年まで運行されていたものとは異なり、本川越駅発着列車については西武新宿駅、高田馬場駅、鷺ノ宮駅、田無駅、所沢駅、狭山市駅、本川越駅。その他については西武新宿駅 - 田無駅間の急行停車駅、小平駅、（西武遊園地駅発着; 萩山駅、西武遊園地駅、晩年は八坂駅、武蔵大和駅にも停車）、東村山駅、（西武園駅発着;西武園駅）、所沢駅、西所沢駅、西武球場前駅だった。その後、他線への乗り入れを行う快速急行は臨時運転としてでも西武トレインフェスタ開催時の西武新宿駅 - 西武秩父駅間の列車や2000年2月20日に20000系通勤車両デビュー記念の一環として西武新宿駅 - 西武球場前駅間を1往復したのみである。詳細は「快速急行」と「西武鉄道のダイヤ改正」を参照。

##### 2代

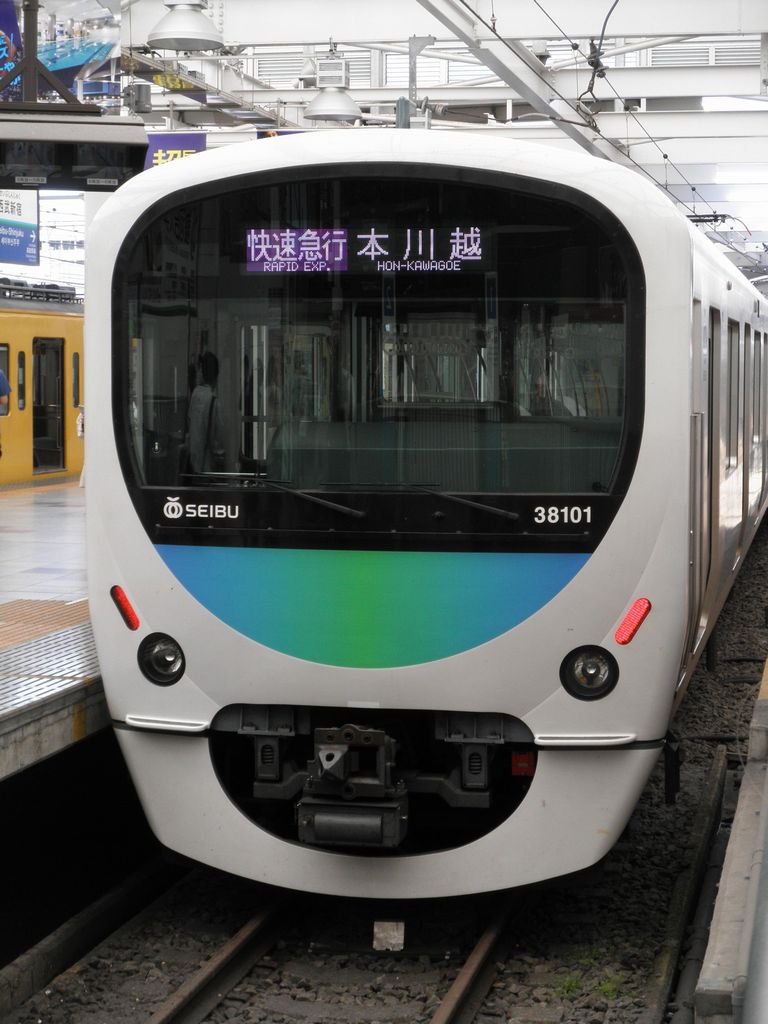
2012年6月29日の運転を持って消滅した西武新宿線の快速急行（2代）（2012年5月、西武新宿駅）

1998年3月26日から2012年6月29日までの快速急行は、全列車が西武新宿駅 - 本川越駅間で平日のみに運転され、日中に上下線で運行されていたほか、朝8時台の下り2本が運行されていた。平日の日中は、60分サイクルのパターンダイヤの中で、西武新宿駅、本川越駅とも特急と交互に30分間隔で発車し、全線の所要時間が特急とほぼ変わらないことから、特急を補完する役割も果たしていた。また、全列車とも東村山駅または新所沢駅で先行する列車に接続した。以前は8両編成で運行されていたが、原則10両編成で運転された。1998年の運転開始当初「川越号」の愛称が付けられていたが、2008年6月14日のダイヤ改正で愛称が廃止された。
2007年3月6日のダイヤ改正から東村山駅と狭山市駅が停車駅に追加されたが、西武新宿駅 - 本川越駅間の最短所要時間は改正前の47分より1分短縮され46分となった。これに伴い、同改正まで狭山市駅には快速急行の上の種別である特急が停車し、代わりに快速急行は新所沢駅に停車する千鳥停車を行っていたが、これも解消された。
2011年3月5日のダイヤ改正で入曽駅・新狭山駅・南大塚駅が停車駅に追加され、新所沢駅 - 本川越駅間は各駅に停車するようになり、西武新宿駅 - 本川越駅間の所要時間は50分となった。そのため、入曽駅・新狭山駅・南大塚駅には快速急行が停車し、代わりに鷺ノ宮駅・上石神井駅には通勤急行が停車する千鳥停車が発生した。
特急「小江戸」運転開始前は土休日のみの運転であり、基本的には西武新宿駅 - 西武遊園地駅（現：多摩湖駅）、西武園駅（競輪開催時のみ。平日にも運転）、西武球場前駅（野球開催時のみ）、本川越駅間での運転であった（詳しくは前節の初代の項を参照）。
2012年6月30日のダイヤ改正で、日中の列車種別が各駅停車・急行・特急「小江戸」に統一され、朝ラッシュ時に運転していた下り2本も急行に格下げされたため廃止された。
- 廃止時の停車駅：西武新宿駅 - 高田馬場駅 - 田無駅 -  東村山駅 - 所沢駅 - 新所沢駅から本川越駅までの各駅

#### 拝島快速
2008年から2012年まで運行。

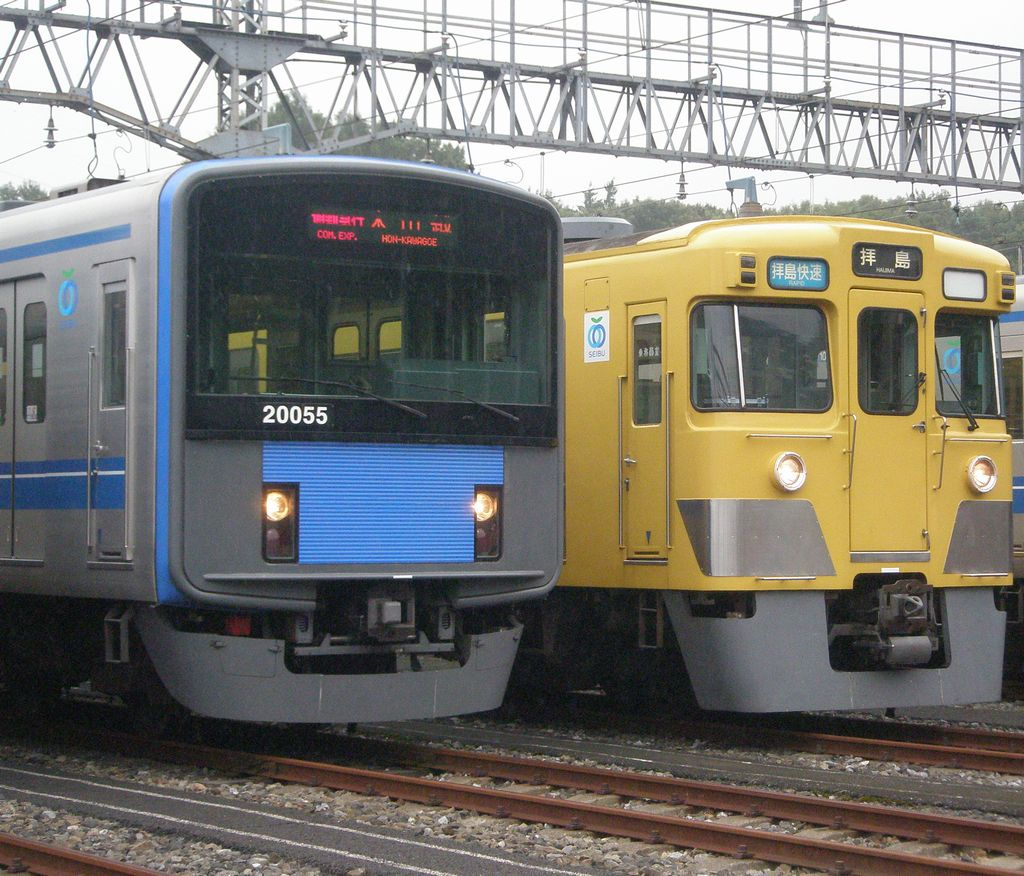
2008年6月14日から2012年6月29日まで運転された拝島快速（写真右側の2000系）。2011年8月27日 南入曽車両基地のイベントにて。

2008年6月14日のダイヤ改正より新設された拝島線直通の優等種別で、平日・土休日とも日中に運転された。急行よりも上位の種別であり、西武新宿駅 - 拝島駅間を急行より3分短い所要時間43分で結び、全ての列車が西武新宿駅 - 拝島駅間で運転された。拝島線では急行以下の種別は各駅に停車するため、同線唯一の優等種別となっていたほか、新宿線内で急行が停車する花小金井駅を通過した。このため、快速とは別の種別であった。
全ての列車が田無駅で玉川上水駅発着の各駅停車（一部は田無駅を始発・終着とする）と接続し、小平駅で本川越駅・新所沢駅発着の各駅停車と接続した。英文種別表記は池袋線系統の快速と同様「Rapid」であるが、自動放送のある車両では「Haijima Rapid」と放送された。
また、車両の種別表示においては「拝島快速」または「快速」であった。
ほとんどの列車が10両編成で運転されるが、一部列車は折り返し前後が各駅停車であることから8両編成で運転された（これは急行・準急も同様）。
快速急行と同様、2012年6月30日のダイヤ改正で廃止された。
- 廃止時の停車駅：西武新宿駅 - 高田馬場駅 - 鷺ノ宮駅 - 上石神井駅 - 田無駅 - 小平駅（ - 玉川上水駅から拝島駅までの各駅）

#### 快速
1993年から2001年まで運行。
快速は1993年12月6日のダイヤ改正で新設された。通勤急行（前述）と同様に、それまで運転されていた平日朝ラッシュ時の千鳥停車の急行の停車駅を明確にする目的で運転された。上りのみの設定で、拝島駅・西武遊園地駅（現：多摩湖駅） - 西武新宿駅間に9本運転された。停車駅は田無駅までの各駅・鷺ノ宮駅・高田馬場駅・西武新宿駅で、田無駅 - 高田馬場駅間で上石神井駅を通過して鷺ノ宮駅に停車するという、当時の通勤急行とは千鳥停車になるダイヤだった。その後当時の通勤急行は停車駅の変更がなされ、当種別は2001年12月のダイヤ改正で急行に統合され消滅した。

## 使用車両

### 現用車両
- 2000系・新2000系
- 6000系
- 10000系
- 20000系
- 30000系
- 40000系（所属は小手指車両基地）
- 001系（臨時列車・試運転・回送のみ）
- 4000系（臨時列車・試運転・回送のみ）
- 9000系（回送・試運転のみ）

新2000系や6000系、9000系が導入される1990年代前半まで3ドア車の天下であった池袋線とは対照的に、1977年の2000系運転開始以来4ドア車の比率が高くなっており、2022年現在は特急を除く全ての列車が4ドア車で運転されている。2000系・新2000系の運用には様々な組み合わせが見られ、6両（2000系または新2000系）と4両（新2000系）を連結した10両編成や、8両（新2000系）と2両（2000系または新2000系）を連結した10両編成、4両2本（新2000系）を連結した8両編成といったパターンがある。8両以上の編成が検査に入り、車両が不足気味である際は朝ラッシュ時を中心に4両2本と2両を繋げた10両編成が見られることがある。池袋線で2両と8両を連結する際は2両を飯能方に連結するのに対し、新宿線では2両と8両、6両と4両を連結する場合、連結順序は一定していない。

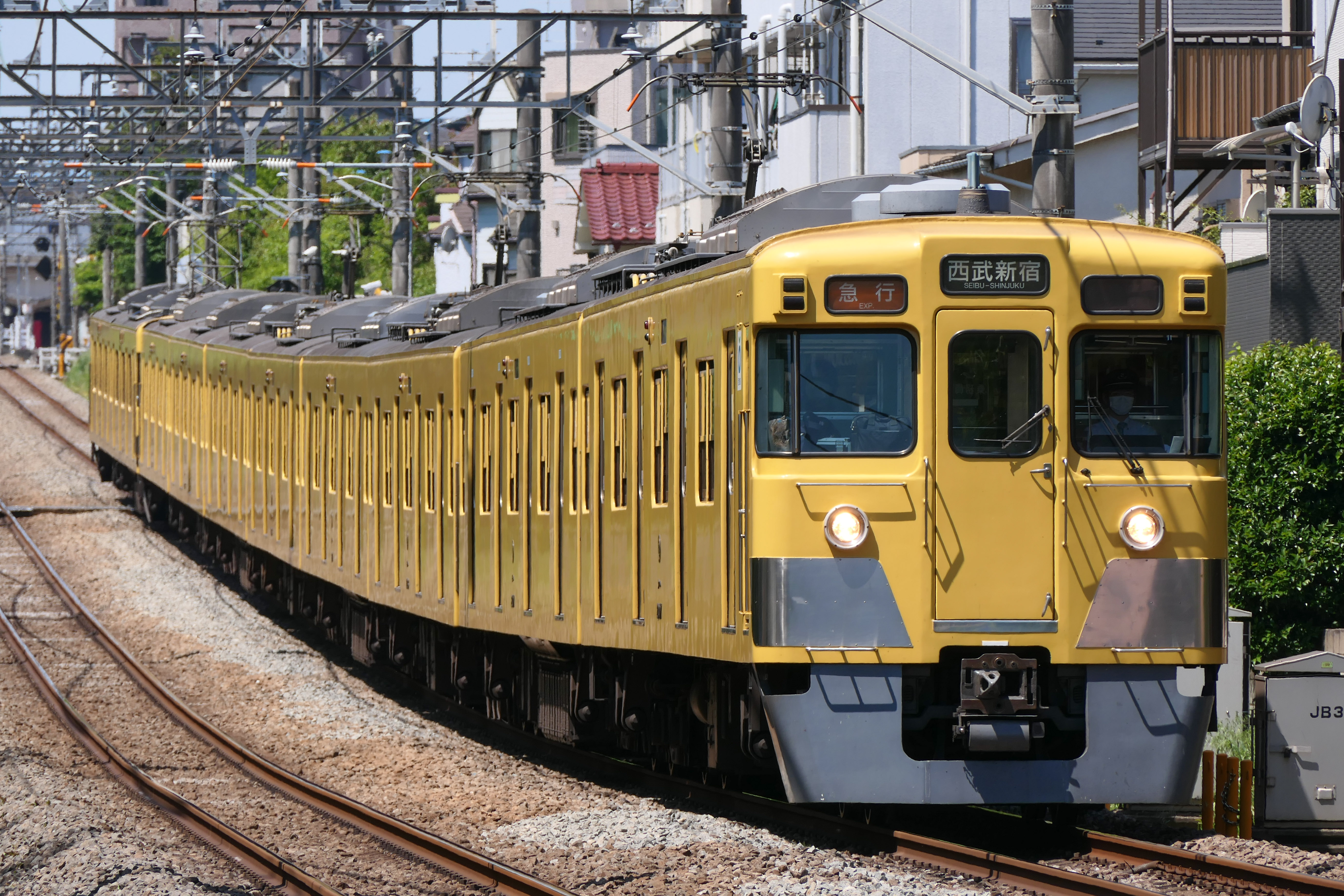
2000系
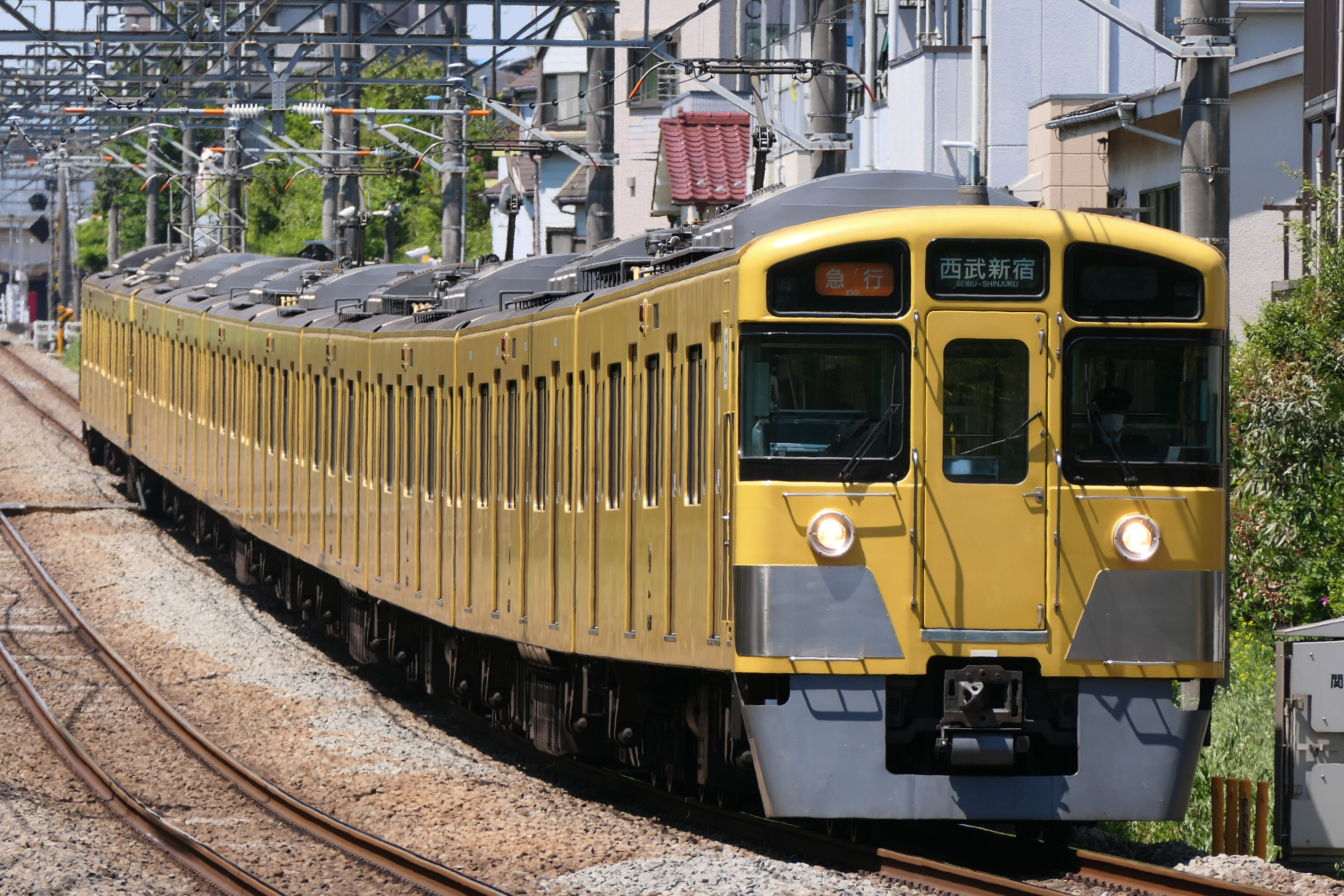
新2000系
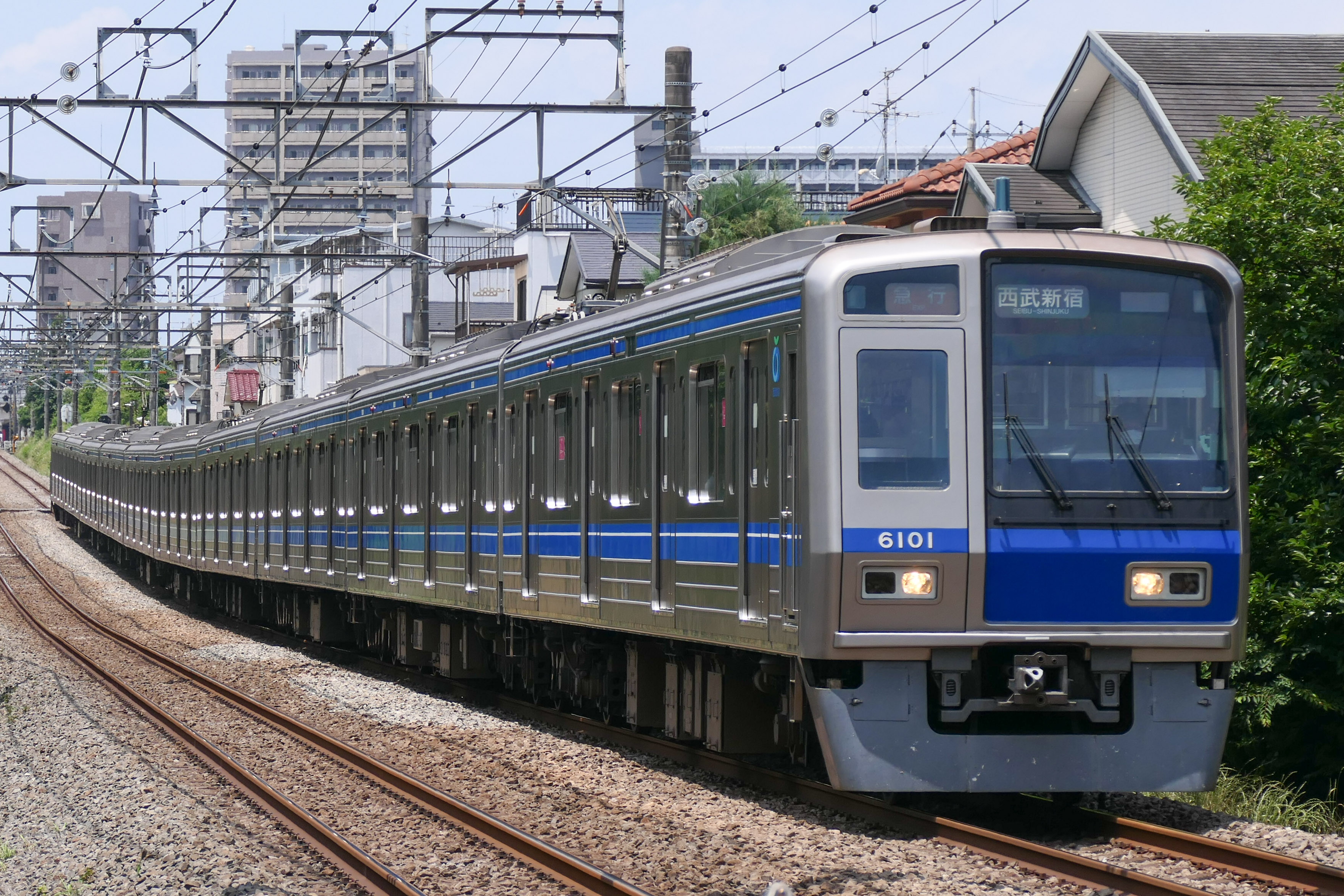
6000系
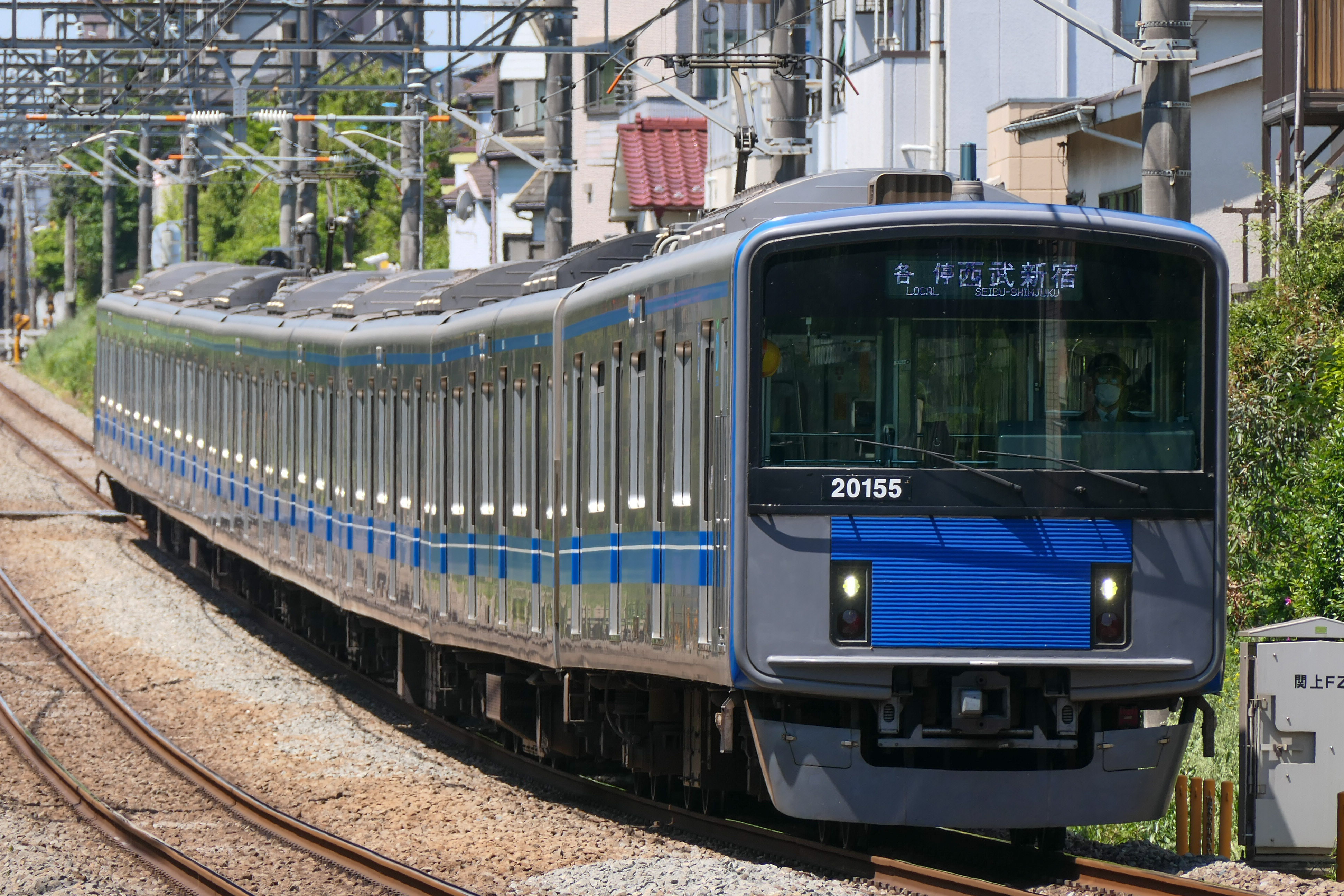
20000系
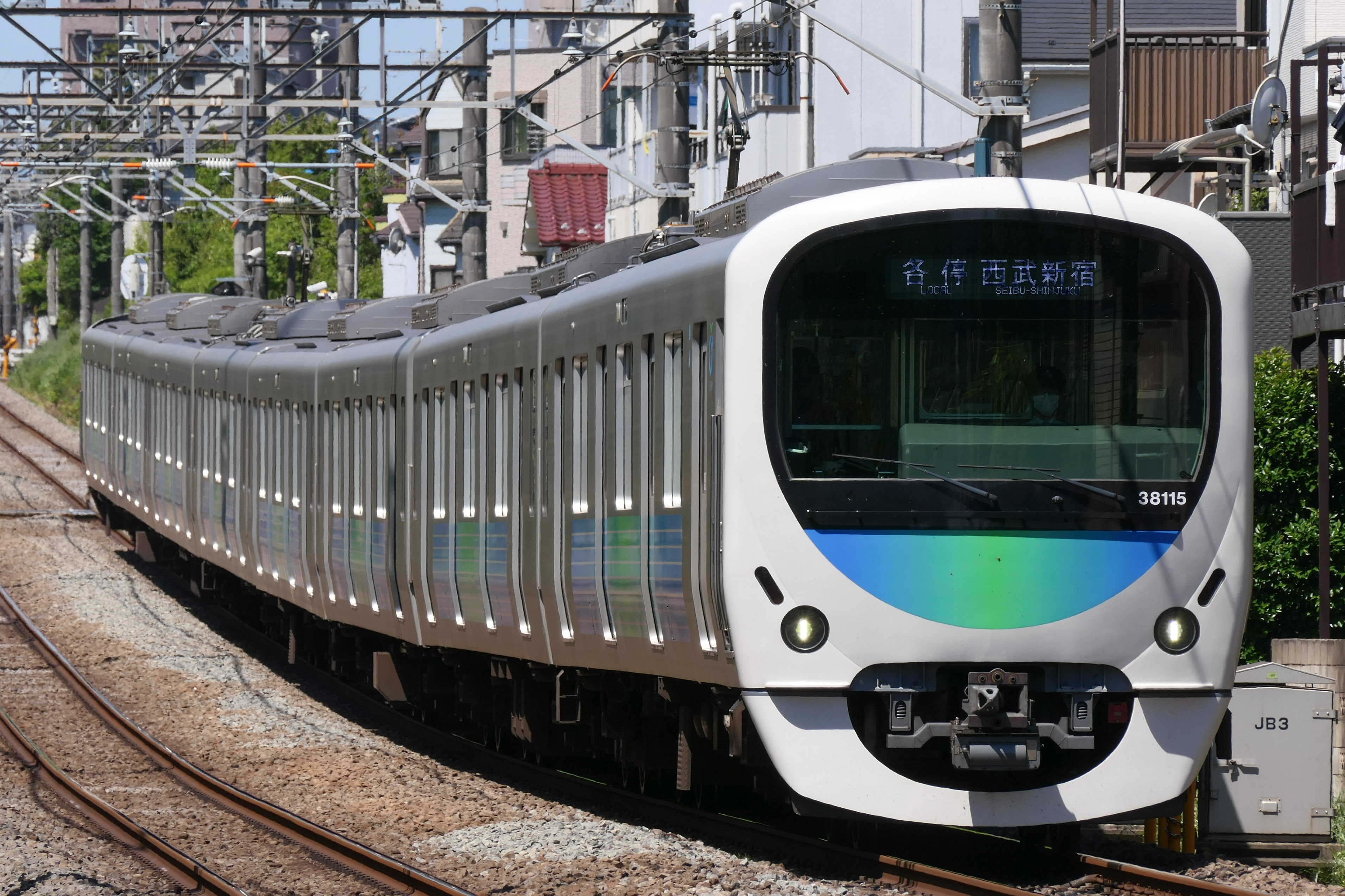
30000系
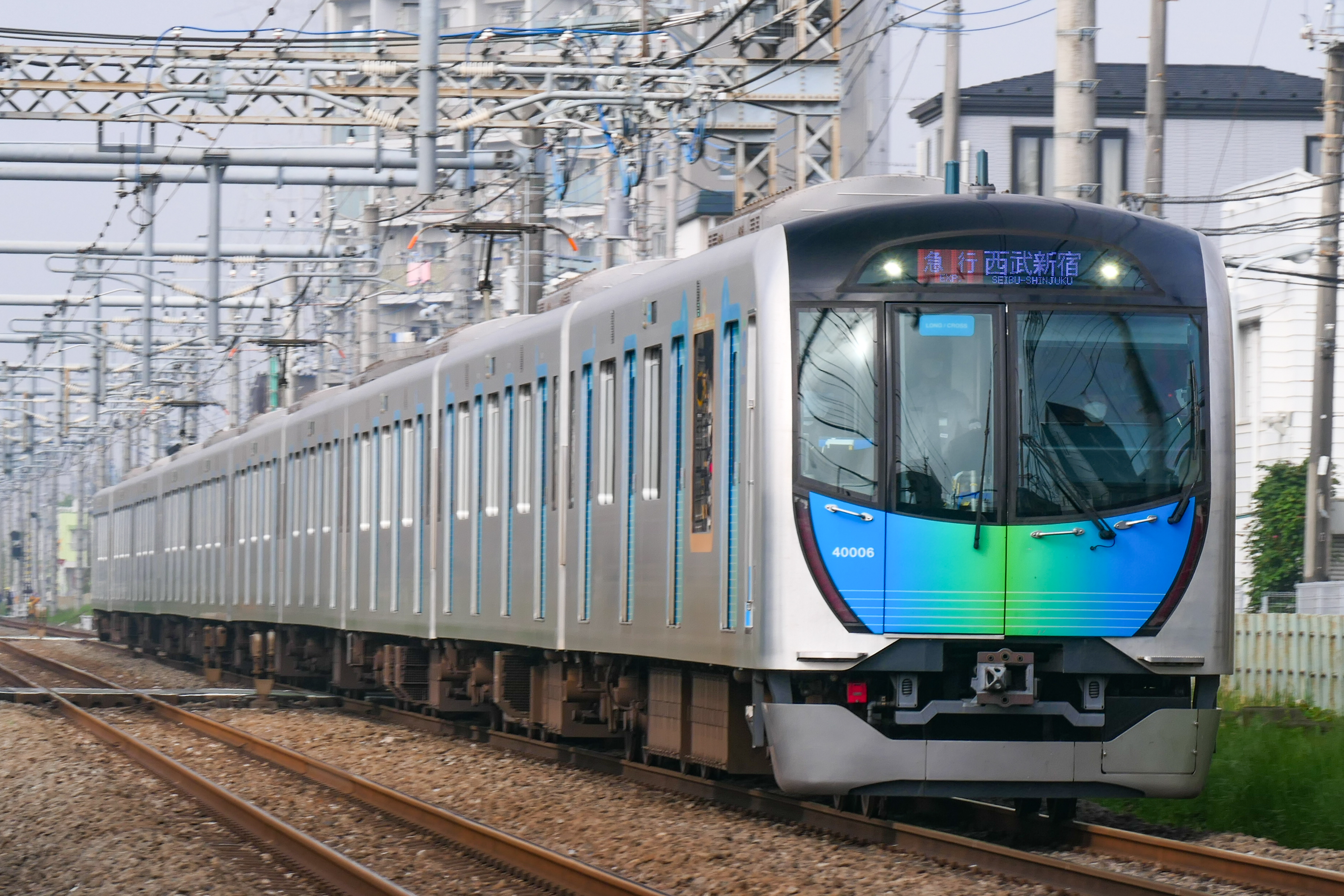
40000系

### 過去の車両
501系以前の17m車は省略
- 501系
- 451系
- 551系・571系
- 701系・801系・501系（3代）
- 411系（2代）→401系（2代）
- 旧101系
- 新101系・301系
- 3000系

## 女性専用車
本路線には、平日朝ラッシュ時間帯に女性専用車が導入されている。詳細は以下の通り。
2013年3月18日 -
- 特急小江戸号を除く平日の朝7時20分から9時30分までに西武新宿駅へ到着する、急行・通勤急行・準急の10両編成全列車。実施区間は、新宿線・拝島線全区間で、進行方向の一番前側にあたる先頭車両（1号車）。

設定開始当初 - 2013年3月15日まで
- 平日朝7時20分から9時20分に西武新宿駅へ到着する10両編成の急行・通勤急行・準急の進行方向先頭車両（1号車）。実施区間は全区間。
  - 拝島線・多摩湖線から直通する急行では、西武遊園地駅（現：多摩湖駅）からの全区間で実施し、拝島線の拝島駅から萩山駅の間では実施されない。

女性専用車で運行される列車には、西武鉄道公式サイトおよび対象となるホームの乗車口などに掲出されているほか、駅構内の備えられている時刻表に女性専用車であることを示すマークが付記されている。なお、当該時間帯の急行・準急であっても、8両編成で運転される列車では設定されていない。
ダイヤ混乱時は中止される。

## 利用状況
2020年度の朝ラッシュ時最混雑区間は下落合駅 → 高田馬場駅間であり、ピーク時（7:24 - 8:24）の混雑率は113%である。
同線で最も乗降人員が多い駅は高田馬場駅である。起終点の西武新宿駅及び本川越駅はともに乗換駅ではあるが、単独駅であるため他路線との乗り換えが徒歩連絡となる。
混雑率は1993年度まで190%を超えていたが、その後は輸送人員の減少に伴い混雑が緩和した。1997年には都営地下鉄12号線（現・大江戸線）の練馬駅 - 新宿駅間開業により起点側の利用客が分散し、1998年度に混雑率が170%を下回った。
近年の輸送実績を下表に記す。表中、最高値を赤色で、最高値を記録した年度以降の最低値を青色で、最高値を記録した年度以前の最低値を緑色で表記している。
| 年度               | 最混雑区間輸送実績 | 最混雑区間輸送実績 | 最混雑区間輸送実績 | 最混雑区間輸送実績 | 特記事項                                                    |
| 年度               | 運転本数：本       | 輸送力：人         | 輸送人員：人       | 混雑率：%          | 特記事項                                                    |
| ------------------ | ------------------ | ------------------ | ------------------ | ------------------ | ----------------------------------------------------------- |
| 1955年（昭和30年） | 18                 | 6,216              | 14,907             | 240                |                                                             |
| 1960年（昭和35年） | 20                 | 11,256             | 21,890             | 195                |                                                             |
| 1961年（昭和36年） | 20                 | 12,040             | 24,794             | 206                |                                                             |
| 1962年（昭和37年） | 20                 | 13,798             | 30,200             | 226                |                                                             |
| 1963年（昭和38年） | 24                 | 14,060             | 34,374             | 244                |                                                             |
| 1964年（昭和39年） | 23                 | 14,892             | 35,498             | 241                | 1964年12月23日、営団地下鉄東西線高田馬場駅 - 九段下駅間開業 |
| 1965年（昭和40年） | 24                 | 16,860             | 41,691             | 247                | 1966年3月16日、営団地下鉄東西線中野駅 - 高田馬場駅間開業    |
| 1966年（昭和41年） | 24                 | 18,354             | 40,617             | 221                |                                                             |
| 1967年（昭和42年） | 24                 | 20,636             | 43,730             | 212                | 1967年10月27日、所沢駅 - 新所沢駅間複線化                   |
| 1968年（昭和43年） | 24                 | 21,060             | 46,593             | 221                |                                                             |
| 1969年（昭和44年） | 24                 | 21,216             | 50,216             | 236                | 1969年9月26日、新所沢駅 - 入曽駅間複線化                    |
| 1970年（昭和45年） | 24                 | 22,664             | 50,870             | 224                |                                                             |
| 1971年（昭和46年） | 24                 | 22,908             | 52,186             | 228                |                                                             |
| 1972年（昭和47年） | 24                 | 23,184             | 52,292             | 227                |                                                             |
| 1973年（昭和48年） | 24                 | 23,520             | 53,969             | 229                |                                                             |
| 1974年（昭和49年） | 24                 | 23,520             | 53,285             | 227                |                                                             |
| 1975年（昭和50年） | 24                 | 24,920             | 54,123             | 217                | 1975年11月26日、入曽駅 - 入間川駅（現・狭山市駅）間複線化   |
| 1976年（昭和51年） | 24                 | 25,200             | 53,974             | 214                |                                                             |
| 1977年（昭和52年） | 24                 | 25,200             | 56,897             | 226                | 1977年12月19日、4ドア車運行開始                             |
| 1978年（昭和53年） | 24                 | 26,600             | 57,416             | 216                |                                                             |
| 1979年（昭和54年） | 24                 | 26,600             | 59,986             | 226                | 1980年3月12日、南大塚駅 - 脇田信号場間複線化                |
| 1980年（昭和55年） | 24                 | 26,880             | 58,916             | 219                |                                                             |
| 1981年（昭和56年） | 24                 | 26,880             | 58,664             | 219                |                                                             |
| 1982年（昭和57年） | 24                 | 26,880             | 59,731             | 222                |                                                             |
| 1983年（昭和58年） | 24                 | 30,240             | 60,313             | 199                |                                                             |
| 1984年（昭和59年） | 24                 | 30,240             | 59,948             | 198                |                                                             |
| 1985年（昭和60年） | 24                 | 30,240             | 60,248             | 199                |                                                             |
| 1986年（昭和61年） | 26                 | 32,480             | 61,995             | 191                |                                                             |
| 1987年（昭和62年） | 26                 | 32,480             | 63,020             | 194                |                                                             |
| 1988年（昭和63年） | 26                 | 32,480             | 63,316             | 195                |                                                             |
| 1989年（平成元年） | 26                 | 32,480             | 63,569             | 196                | 1989年12月14日、新狭山駅 - 南大塚駅間複線化                 |
| 1990年（平成02年） | 26                 | 32,480             | 62,462             | 192                |                                                             |
| 1991年（平成03年） | 26                 | 32,480             | 63,664             | 196                | 1991年7月27日、狭山市駅 - 新狭山駅間複線化                  |
| 1992年（平成04年） | 26                 | 32,480             | 62,550             | 193                |                                                             |
| 1993年（平成05年） | 26                 | 32,480             | 62,801             | 193                | 1993年12月6日、特急「小江戸」運転開始                       |
| 1994年（平成06年） | 26                 | 33,600             | 62,957             | 187                |                                                             |
| 1995年（平成07年） | 26                 | 33,600             | 61,799             | 184                |                                                             |
| 1996年（平成08年） | 26                 | 33,600             | 59,333             | 177                |                                                             |
| 1997年（平成09年） | 26                 | 33,600             | 57,382             | 171                | 1997年12月19日、都営地下鉄大江戸線練馬駅 - 新宿駅間開業     |
| 1998年（平成10年） | 26                 | 33,600             | 56,907             | 169                |                                                             |
| 1999年（平成11年） | 26                 | 33,600             | 53,739             | 160                |                                                             |
| 2000年（平成12年） | 26                 | 33,600             | 53,666             | 159                | 2000年12月12日、都営地下鉄大江戸線全線開業                  |
| 2001年（平成13年） | 26                 | 33,600             | 53,548             | 159                |                                                             |
| 2002年（平成14年） | 26                 | 33,600             | 52,983             | 158                |                                                             |
| 2003年（平成15年） | 26                 | 33,600             | 52,796             | 157                |                                                             |
| 2004年（平成16年） | 26                 | 33,600             | 52,838             | 157                |                                                             |
| 2005年（平成17年） | 26                 | 33,600             | 53,249             | 158                |                                                             |
| 2006年（平成18年） | 26                 | 33,600             | 53,391             | 159                |                                                             |
| 2007年（平成19年） | 26                 | 33,600             | 53,927             | 160                |                                                             |
| 2008年（平成20年） | 26                 | 33,600             | 53,996             | 161                | 2008年6月14日、東京メトロ副都心線開業                       |
| 2009年（平成21年） | 26                 | 33,600             | 53,556             | 159                |                                                             |
| 2010年（平成22年） | 26                 | 33,600             | 52,700             | 157                | 東日本大震災発生年度                                        |
| 2011年（平成23年） | 26                 | 33,600             | 51,962             | 155                |                                                             |
| 2012年（平成24年） | 26                 | 33,600             | 53,166             | 158                |                                                             |
| 2013年（平成25年） | 26                 | 33,600             | 52,697             | 157                |                                                             |
| 2014年（平成26年） | 26                 | 33,600             | 52,074             | 155                |                                                             |
| 2015年（平成27年） | 26                 | 33,600             | 52,493             | 156                |                                                             |
| 2016年（平成28年） | 26                 | 33,600             | 52,568             | 156                |                                                             |
| 2017年（平成29年） | 26                 | 33,412             | 53,419             | 160                |                                                             |
| 2018年（平成30年） | 26                 | 33,412             | 53,283             | 159                |                                                             |
| 2019年（令和元年） | 25                 | 32,020             | 52,446             | 164                |                                                             |
| 2020年（令和02年） | 25                 | 32,020             | 36,075             | 113                |                                                             |

## 歴史
新宿線は、歴史的に川越鉄道が1895年（明治28年）に全通させた国分寺駅 - 川越駅間の一部（東村山駅以北）と、川越鉄道の後身である西武鉄道（旧）が1927年（昭和2年）に開業した東村山駅以東の区間に大別できる。
国分寺 - 川越間の鉄道は、武蔵国入間郡、高麗郡、比企郡の物産を貨物輸送する目的で、1890年12月に仮免許が申請された。甲武鉄道が新宿駅 - 立川駅間（現在の中央本線）を既に開通させており、国分寺駅で接続して東京へ物資を運ぶ計画であった。翌1891年に甲武鉄道の関連会社として川越鉄道が設立され、1893年に工事を委託された甲武鉄道によって川越・国分寺両側から工事が着工された。しかし柳瀬川架橋工事で、架橋が狭く大水時に水害を呼ぶと反対運動が起こったため、柳瀬川南岸に久米川（仮）駅を設置し、1894年12月21日に国分寺駅 - 久米川（仮）駅間が先に開業した。これは現在の西武国分寺線に当たる。翌1895年3月21日に久米川駅（仮） - 川越駅（現・本川越駅）間が開通し、この路線（川越鉄道川越線）が現在の西武新宿線の東村山駅以北となっている。こうして、川越鉄道線は、川越 - 東村山 - 新宿・飯田町（現在の飯田橋駅に相当）という、川越から東京都心に至るまでの鉄道路線を形成した。
しかし、1906年の鉄道国有法の制定によって、乗り入れ先であった甲武鉄道は国有化され、川越鉄道は都心への直通ルートを失った。そのような中、大正に入ると、東上鉄道（現在の東武東上本線）と武蔵野鉄道（現在の西武池袋線）が相次いで開業し、東京  - 埼玉県西部地域間の輸送競争が熾烈化。運用面でも運賃面でも不利な状況に迫られた川越鉄道は、いくつかの電力会社との合従連衡を経て、西武鉄道（旧）となった。
1923年の関東大震災により、都心から郊外鉄道沿線に移住する流れが起こり、郊外鉄道開業が相次ぐ。西武も独自の都心乗り入れを目指した。1916年に村山軽便鉄道の箱根ケ崎 - 吉祥寺間の免許を譲り受け、1922年には、淀橋 - 荻窪間を結ぶ西武軌道（のちの都電杉並線）を手中に収めた。こうして、かつての川越鉄道線と、西武軌道線を、村山軽便鉄道の免許線でつないで、川越 - 新宿間という、都心直結鉄道を作ることが目指されたが、西武軌道線は併用軌道で、高速運転には不向きであることから、この計画は放棄された。西武鉄道（旧）は、改めて別ルートでの都心乗り入れを目指し、1925年には井荻 - 高田馬場間、1926年には高田馬場 - 早稲田間の免許を得て、1927年4月16日に東村山駅 - 高田馬場駅間を村山線として複線・電化で開業するに至った。同時に川越線の東村山駅 - 川越駅間を電化し、現在と同じ高田馬場駅 - 川越駅間の直通運転を開始し、悲願の都心再乗り入れが果たされた。しかし、村山線は中央本線と武蔵野鉄道の中間地域を通過したため、輸送競争はさらに激化し、所沢駅を共用する武蔵野鉄道とは、社員間のトラブルが発生するほど険悪になった。しかし、第二次世界大戦期に行われた私鉄統合により、宿敵の武蔵野鉄道と合併して、現在の西武鉄道となり、両者の競争は終結した。
戦後の1952年、西武は国鉄新宿駅への乗り入れを目論んで、高田馬場から西武新宿駅へ延伸し、西武新宿駅 - 本川越駅を新宿線に改めた。一方、国鉄新宿駅への乗り入れは、予定地が手狭だったことから中止した。
輸送力増強のため、都内の一部区間の複々線化（地下方式）が計画されたが、バブル崩壊によって中止された。

### 年表
- 1891年（明治24年）4月11日 - 川越鉄道に対し鉄道布設仮免状下付[25]
- 1892年（明治25年）6月21日 - 免許状下付[26]
- 1894年（明治27年）12月21日 - 川越鉄道川越線国分寺駅 - 久米川（仮）駅間 (8.0km) 開業（非電化）。小川駅、久米川（仮）駅開業[27]。
- 1895年（明治28年）
  - 3月21日 - 久米川（仮）駅 - 川越駅（現在の本川越駅）間 (21.7km) 開業（非電化）。所沢駅、入曽駅、入間川駅、川越駅開業。久米川（仮）駅廃止[28]。
  - 8月6日 - 東村山駅開業。
- 1897年（明治30年）11月14日 - 南大塚駅開業。
- 1927年（昭和2年）
  - 4月16日 - 東村山駅 - 川越駅間電化（直流1500V、以後は開業時から電化）。
  - 4月16日 - 村山線高田馬場（仮）駅 - 東村山駅間 (23.7km) 開業（複線）。下落合駅、中井駅、新井薬師前駅、沼袋駅、野方駅、鷺ノ宮駅、下井草駅、井荻駅、上井草駅、上石神井駅、武蔵関駅、上保谷駅、西武柳沢駅、田無駅、花小金井駅、小平駅、久米川駅開業[29]。
- 1928年（昭和3年）4月15日 - 高田馬場駅 - 高田馬場（仮）駅間 (0.5km) 開業。高田馬場（仮）駅廃止（4月14日限り）[30]。
- 1929年（昭和4年）11月20日 - 上保谷駅を東伏見駅に改称。
- 1933年（昭和8年）11月10日 - 競馬開催時の臨時駅として南大塚駅 - 川越駅間に川越競馬場前駅開業。
- 1937年（昭和12年）12月25日 - 野方駅 - 鷺ノ宮駅間に府立家政駅開業。
- 1938年（昭和13年）6月3日 - 所沢駅 - 入曽駅間に所沢飛行場前駅開業。
- 1939年（昭和14年）頃 - 川越競馬場廃止により川越競馬場前駅使用停止・廃止。
- 1940年（昭和15年）
  - 4月23日 - 花小金井駅 - 小平駅間に東小平駅開業。
  - 7月22日 - 川越駅を本川越駅に改称[31]。
  - 12月1日 - 所沢飛行場前駅を所沢御幸町駅に改称[32]。
- 1942年（昭和17年）9月5日 - 鷺ノ宮駅 - 下井草駅間に西鷺宮駅開業。
- 1943年（昭和18年）7月1日 - 府立家政駅を都立家政駅に改称。
- 1950年（昭和25年）4月6日 - 東村山駅 - 柳瀬信号所間複線化。
- 1951年（昭和26年）6月11日 - 所沢御幸町駅を1.4km北へ移築し、北所沢駅を開業。
- 1952年（昭和27年）3月25日 - 西武新宿駅 - 高田馬場駅間 (2.0km) 開業。新宿線（2代[注釈 7]。以下同）に改称。川越線東村山駅 - 本川越駅間を新宿線に編入。
- 1953年（昭和28年）1月15日 - 西鷺宮駅廃止。
- 1958年（昭和33年）12月19日 - 柳瀬信号所 - 所沢駅間複線化。
- 1959年（昭和34年）2月1日 - 北所沢駅を新所沢駅に改称。
- 1964年（昭和39年）11月15日 - 新狭山駅開業。
- 1967年（昭和42年）10月27日 - 所沢駅 - 新所沢駅間複線化。
- 1969年（昭和44年）9月26日 - 新所沢駅 - 入曽駅間複線化。
- 1975年（昭和50年）11月26日 - 入曽駅 - 入間川駅（現・狭山市駅）間複線化。
- 1976年（昭和51年） - 休日に限り西武新宿駅 - 西武秩父駅間直通の特急「おくちちぶ」号、西武新宿駅 - 所沢駅間「むさし」号運行開始（「小江戸」も参照のこと）。
- 1977年（昭和52年） - 現在の地上25階建て西武新宿駅新駅ビル・駅舎完成。同年、西武鉄道としては初代401系以来久々となる4ドア車の2000系が登場。
- 1979年（昭和54年）3月25日 - 入間川駅を狭山市駅に改称[33]。
- 1980年（昭和55年）3月12日 - 南大塚駅 - 脇田信号場間複線化。
- 1987年（昭和62年）5月28日 - 所沢駅 - 新所沢駅間に航空公園駅開業[34]。
- 1989年（平成元年）12月14日 - 新狭山駅 - 南大塚駅間複線化。
- 1991年（平成3年）7月27日 - 狭山市駅 - 新狭山駅間複線化。
- 1992年（平成4年）4月1日 - 新運行管理システムSEMTRACの本格稼働開始。
- 1994年（平成6年）8月8日 - すでに池袋線に投入されていた6000系が新宿線でも定期営業運転開始。
- 1993年（平成5年）12月6日 - 西武新宿駅 - 本川越駅間の特急「小江戸」号運行開始[9]。
- 1995年（平成7年）9月1日 - 西武新宿駅 - 上石神井駅間の特別減算運賃開始（基本運賃200円を170円に値下げ）。
- 1997年（平成9年）12月28日 - 西武新宿駅 - 上石神井駅間の特別減算運賃再実施（170円を190円に値上げ）。
- 2000年（平成12年）2月20日 - 西武鉄道としては4年ぶりとなる新型車両20000系が新宿線から定期営業運転開始（前年に試運転された）。
- 2002年（平成14年）4月1日 - 西武新宿駅 - 上石神井駅間の特別減算運賃（190円）の終了に伴い基本運賃（200円）に戻す。
- 2003年（平成15年）3月12日 - ダイヤ改正で新所沢駅から国分寺線国分寺駅への直通運転が始まる。
- 2006年（平成18年）
  - 9月24日 - 更新された運行管理システムSEMTRACの本格稼働開始。
  - 11月11日 - 本川越駅開業111周年記念として、本川越駅発快速急行国分寺駅行が運行される。
- 2007年（平成19年）
  - 3月6日 - ダイヤ改正で快速急行の停車駅に東村山駅・狭山市駅を追加[16]。
  - 3月28日 - 西武新宿駅 - 本川越駅間で、10000系（本務10108F、露払い10106F）によるお召列車が運転される。
- 2008年（平成20年）
  - 4月26日 - 新型車両30000系運行開始。
  - 6月14日 - ダイヤ改正で「拝島快速」の運転開始。国分寺線との直通運転が本川越駅まで延長される。国分寺駅 - 本川越駅間の定期列車の運行は1927年の村山線開業以来81年ぶり。
- 2009年（平成21年）3月14日 - 1枚のPASMOでJR高田馬場駅 - JR新宿駅間と西武新宿駅が利用可能な特殊連絡定期券の発売が開始される[35][36]。
- 2010年（平成22年）12月13日 - 高田馬場駅経由の特殊連絡定期券の名称が「Oneだぶる♪」に決定する[36]。
- 2011年（平成23年）
  - 3月5日 - ダイヤ改正により快速急行の停車駅に入曽駅・新狭山駅・南大塚駅が追加される。
  - 3月14日 - 同月11日に発生した東北地方太平洋沖地震（東日本大震災）による発電所の停止に伴う電力供給逼迫のため、東京電力が輪番停電（計画停電）を実施。これに伴い、この日から快速急行・拝島快速・通勤急行・急行・特急の運転が休止される。
  - 4月1日 - 通勤急行・急行・特急の運転が再開される。
  - 7月2日 - 土休日の拝島快速の運転が再開される。
  - 8月1日 - 平日の拝島快速の運転が再開される。
  - 12月24日 - 16時40分頃に東村山駅で各駅停車による列車脱線事故が発生し、小平駅 - 所沢駅間が終電まで運休する。
  - 12月30日 - 西武園線への直通運転を休止。
- 2012年（平成24年）6月30日 - ダイヤ改正により日中の種別を各停・急行・特急に統一。準急が朝と夕方・夜間のみの運転となり、快速急行と拝島快速を廃止[37]。
- 2014年（平成26年）1月14日 - 中井駅 - 野方駅間地下化工事着手[38]。
- 2015年（平成27年）1月27日 - 東村山駅付近高架化工事着手[38]。
- 2016年（平成28年）4月17日 - 観光列車「旅するレストラン 52席の至福」運転開始[6]。
- 2018年（平成30年）3月10日 - 「拝島ライナー」の運行を開始[12]。
- 2019年（平成31年 / 令和元年）
  - 3月16日 - 東村山駅周辺の高架化工事進捗に伴い、ダイヤ改正により国分寺線への直通運転を休止。
  - 9月22日 - 傘のシェアリングサービス「アイカサ」を全29駅で開始[39]。
- 2020年（令和2年）
  - 3月14日 - 土休日の快速急行の運転が再開される。
- 2024年（令和6年）10月14日 - 池袋線と同様、運行管理システム「セムトラック」を約18年ぶりに更新し、駅の放送案内に列車接近時の英語放送や優等列車の停車駅案内、列車遅延情報を追加[40][41]。
- 2025年（令和7年）6月29日 - 東村山駅付近の下り線を高架に切り替え[42][注釈 8]。
- 2026年（令和8年）度第2四半期 - 中井駅 - 野方駅間を地下に切り替える予定[44][注釈 9]。
- 2027年（令和9年）度末 - 東村山駅付近の上り線を高架に切り替える予定[46][注釈 10]。

## 駅一覧
- 西武新宿駅 - 東村山駅までが東京都、所沢駅 - 本川越駅までが埼玉県に所在。

凡例
●：停車、｜：通過、↓：下り方向通過（快速急行）、↑：上り方向通過（通勤急行のみ）
各駅停車は各駅に停車。
駅番号は2013年3月までに順次導入された。
線路：脇田信号場 - 本川越駅間は単線、それ以外は全線複線
| 駅番号 | 駅名                          | 駅間 キロ | 累計 キロ | 準急 | 急行 | 通勤急行 | 快速急行 | 拝島ライナー | 特急小江戸 | 接続路線・備考 | 所在地 | 所在地   |
| ------ | ----------------------------- | --------- | --------- | ---- | ---- | -------- | -------- | ------------ | ---------- | --- | ------ | -------- |
| SS01   | 西武新宿駅                    | -         | 0.0       | ●    | ●    | ●        | ●        | ●            | ●          | 東京地下鉄： 丸ノ内線（新宿駅:M-08） 都営地下鉄： 大江戸線（新宿西口駅:E-01） ※定期券については下記路線も連絡運輸あり 東日本旅客鉄道： 埼京線・ 湘南新宿ライン・ 中央線（快速）・ 中央・総武線（各駅停車）・ 山手線（新宿駅:JA 11・JS 20・JC 05・JB 10・JY 17） 京王電鉄 (KO01)： 京王線（京王線新宿駅）、 京王新線（新線新宿駅） 小田急電鉄： 小田原線（新宿駅:OH01） ※2013年3月16日からは、一部のフリーきっぷについては以下の連絡運輸あり 東京地下鉄： 副都心線（新宿三丁目駅:F-13） | 東京都 | 新宿区   |
| SS02   | 高田馬場駅                    | 2.0       | 2.0       | ●    | ●    | ●        | ●        | ●            | ●          | 東日本旅客鉄道： 山手線 (JY 15) 東京地下鉄： 東西線 (T-03) | 東京都 | 新宿区   |
| SS03   | 下落合駅                      | 1.2       | 3.2       | ｜   | ｜   | ↑        | ↓        | ｜           | ｜         | | 東京都 | 新宿区   |
| SS04   | 中井駅                        | 0.7       | 3.9       | ｜   | ｜   | ↑        | ↓        | ｜           | ｜         | 都営地下鉄： 大江戸線 (E-32) | 東京都 | 新宿区   |
| SS05   | 新井薬師前駅                  | 1.3       | 5.2       | ｜   | ｜   | ↑        | ↓        | ｜           | ｜         | | 東京都 | 中野区   |
| SS06   | 沼袋駅                        | 0.9       | 6.1       | ｜   | ｜   | ↑        | ↓        | ｜           | ｜         | | 東京都 | 中野区   |
| SS07   | 野方駅                        | 1.0       | 7.1       | ｜   | ｜   | ↑        | ↓        | ｜           | ｜         | | 東京都 | 中野区   |
| SS08   | 都立家政駅                    | 0.9       | 8.0       | ｜   | ｜   | ↑        | ↓        | ｜           | ｜         | | 東京都 | 中野区   |
| SS09   | 鷺ノ宮駅                      | 0.5       | 8.5       | ●    | ●    | ●        | ↓        | ｜           | ｜         | | 東京都 | 中野区   |
| SS10   | 下井草駅                      | 1.3       | 9.8       | ｜   | ｜   | ↑        | ↓        | ｜           | ｜         | | 東京都 | 杉並区   |
| SS11   | 井荻駅                        | 0.9       | 10.7      | ｜   | ｜   | ↑        | ↓        | ｜           | ｜         | | 東京都 | 杉並区   |
| SS12   | 上井草駅                      | 1.0       | 11.7      | ｜   | ｜   | ↑        | ↓        | ｜           | ｜         | | 東京都 | 杉並区   |
| SS13   | 上石神井駅                    | 1.1       | 12.8      | ●    | ●    | ●        | ↓        | ｜           | ｜         | | 東京都 | 練馬区   |
| SS14   | 武蔵関駅                      | 1.3       | 14.1      | ●    | ｜   | ↑        | ↓        | ｜           | ｜         | | 東京都 | 練馬区   |
| SS15   | 東伏見駅                      | 1.2       | 15.3      | ●    | ｜   | ↑        | ↓        | ｜           | ｜         | | 東京都 | 西東京市 |
| SS16   | 西武柳沢駅                    | 1.0       | 16.3      | ●    | ｜   | ↑        | ↓        | ｜           | ｜         | | 東京都 | 西東京市 |
| SS17   | 田無駅                        | 1.3       | 17.6      | ●    | ●    | ●        | ●        | ｜           | ｜         | | 東京都 | 西東京市 |
| SS18   | 花小金井駅                    | 2.3       | 19.9      | ●    | ●    | ↑        | ↓        | ｜           | ｜         | | 東京都 | 小平市   |
| SS19   | 小平駅                        | 2.7       | 22.6      | ●    | ●    | ↑        | ↓        | ●            | ｜         | 西武鉄道： 拝島線（拝島駅・ 多摩湖線多摩湖駅まで直通運転） | 東京都 | 小平市   |
| SS20   | 久米川駅                      | 2.0       | 24.6      | ●    | ●    | ↑        | ↓        | 拝島線直通   | ｜         | | 東京都 | 東村山市 |
| SS21   | 東村山駅                      | 1.4       | 26.0      | ●    | ●    | ●        | ●        | 拝島線直通   | ●          | 西武鉄道： 国分寺線・ 西武園線 (SK05) | 東京都 | 東村山市 |
| SS22   | 所沢駅                        | 2.9       | 28.9      | ●    | ●    | ●        | ●        | 拝島線直通   | ●          | 西武鉄道： 池袋線 (SI17) | 埼玉県 | 所沢市   |
| SS23   | 航空公園駅                    | 1.6       | 30.5      | ●    | ●    | ↑        | ↓        | 拝島線直通   | ｜         | | 埼玉県 | 所沢市   |
| SS24   | 新所沢駅                      | 1.2       | 31.7      | ●    | ●    | ●        | ●        | 拝島線直通   | ｜         | | 埼玉県 | 所沢市   |
|        | 南入曽信号場                  | 2.0       | 33.7      | ｜   | ｜   | ↑        | ↓        | 拝島線直通   | ｜         | 南入曽車両基地分岐線 | 埼玉県 | 狭山市   |
| SS25   | 入曽駅                        | 1.9       | 35.6      | ●    | ●    | ↑        | ●        | 拝島線直通   | ｜         | | 埼玉県 | 狭山市   |
| SS26   | 狭山市駅                      | 3.0       | 38.6      | ●    | ●    | ●        | ●        | 拝島線直通   | ●          | | 埼玉県 | 狭山市   |
| SS27   | 新狭山駅                      | 2.7       | 41.3      | ●    | ●    | ↑        | ●        | 拝島線直通   | ｜         | | 埼玉県 | 狭山市   |
| SS28   | 南大塚駅                      | 2.6       | 43.9      | ●    | ●    | ↑        | ●        | 拝島線直通   | ｜         | | 埼玉県 | 川越市   |
|        | 脇田信号場                    | 2.7       | 46.6      | ｜   | ｜   | ↑        | ↓        | 拝島線直通   | ｜         | | 埼玉県 | 川越市   |
| SS29   | 本川越駅 （時の鐘と蔵のまち） | 0.9       | 47.5      | ●    | ●    | ●        | ●        | 拝島線直通   | ●          | ※定期券のみ下記路線の連絡運輸あり 東武鉄道： 東上線（川越市駅:TJ-22・川越駅:TJ-21） 東日本旅客鉄道：■川越線（川越駅） | 埼玉県 | 川越市   |

- 高田馬場駅 - 下落合駅間で豊島区をわずかに通るが、駅はない。
- 新狭山駅、南大塚駅は遠隔対応駅。

### 過去の接続路線
- 南大塚駅：安比奈線 - 1963年休止、2017年5月31日廃止

### 廃駅・廃止信号所
- 西鷺宮駅（鷺ノ宮駅 - 下井草駅間、1953年1月15日廃止）
- 東小平駅（花小金井駅 - 小平駅間、1954年10月10日小平駅に統合廃止）
- 柳瀬信号所（東村山駅 - 所沢駅間、1958年12月19日同区間複線化完成時に廃止）
- 所沢御幸町駅（所沢駅 - 航空公園駅間、1951年6月11日廃止）
- 川越競馬場前駅（南大塚駅 - 本川越駅間、競馬開催時のみの臨時駅、1939年頃廃止）

## 付記

### 新駅構想
日本国有鉄道（国鉄）新宿駅乗り入れの際に、高田馬場駅 - 西武新宿駅間に「西武大久保駅」ができる予定であった。
また、新宿大衆駅ビル開業後も、地下路線を利用して国鉄新宿駅に乗り入れる構想を捨てていなかった（地下急行線計画とは別である）。

### 複々線計画
バブル景気期、当線は利用客のさらなる伸びが見込まれ、飽和状態にあった輸送力状況を打開する切り札として、上石神井駅 - 西武新宿駅間（12.8 km）を複々線化する構想が何度も持ち上がっていた。在来線直下の地下40メートル-60メートルを掘削して地下線を増線し、工期と費用の点から地下線は高田馬場駅と西武新宿駅の2駅のみの急行線とする計画が事業化されることになった。地下線の西武新宿駅ホームは新宿駅寄りに設け、他線との乗り換えを改善する予定であった。
この計画は、1987年12月に特定都市鉄道整備事業計画の認定を受け、翌1988年9月に運輸大臣の認可が下り、特定都市鉄道整備積立金制度導入による運賃加算も行われた。シールド工法によるトンネルの調査設計は日本鉄道建設公団に依託され、工事は部分的に着手された。
ところが技術上の問題で工事費用が予定より膨らみ、景気減退や少子高齢化を背景とした見込み利用者数の減少、輸送人数に応じた避難経路を確保するための建設費高騰もあり、1995年1月になって計画は無期延期となった。その際、積立金として加算された分は、特別減算を実施し運賃の一時的な値下げが実施された。代わりに、新宿線の線形改良・ホーム改良工事等が実施されている。2008年3月31日に複々線化工事の竣功期限を迎え、延長されず失効している。
2019年に東京都は計画を廃止するための都市計画素案を作成した。その後、2021年11月26日付の東京都告示第1410号 (PDF) により線増部の都市計画が削除され、複々線化計画は正式に消滅した。

### 連続立体交差事業
着工区間
中井駅 - 野方駅
井荻駅 - 西武柳沢駅間
東村山駅付近
準備区間
野方駅 - 井荻駅間
検討区間
田無駅 - 花小金井駅
高田馬場駅 - 中井駅

### 東京メトロ東西線相互直通運転について
中野区議会は2015年3月9日に、中井駅 - 野方駅間の地下化工事に合わせた、東京メトロ東西線との相互直通運転に関する資料を公開した。現状の高田馬場駅は、新宿線ホームが地上2階に対し、東西線ホームが地下2階にあるため、乗り換えに多くの時間を費やすこと、さらには、高田馬場駅利用者にはJR山手線に乗り換える人もいるため、ラッシュ時に相当混雑していることなど、多くの問題を抱えていることなどを理由として、東西線との相互直通運転についても「実現に向け取り組んでいく」としている。
2020年9月に行われた東洋経済新報によるインタビューでも西武鉄道社長の喜多村樹美男は当線が西武新宿駅止まりなので沿線から都心に向かう乗客からの不満の声が多いとした上で、「新宿線の都心乗り入れのために東京メトロ東西線乗り入れなどといった様々な選択肢を検討している」と語っており、相互直通運転について、東京メトロなどと調整していることを明らかにしている。

### キロポストについて
新宿線では、距離を示すキロポストが起点である西武新宿駅から終点の本川越駅に向かって純粋に増えるよう設置されているわけではない。これは歴史的な経緯によるもので、おおむね以下の3区間に分かれており、キロ数が増える方向も下り方と上り方が混在している。
1. 西武新宿駅←高田馬場駅
2. 高田馬場駅→東村山駅
3. （国分寺線国分寺駅←）東村山駅←本川越駅

（矢印の方向にキロ数が増える）
1. は、戦後に高田馬場駅から西武新宿駅まで延伸された際、既に0kmポストがある高田馬場駅を起点に上り方向に打たれたものである。高田馬場駅ホームの下り方終端部にある0kmポストからマイナスになるように設置されており、西武新宿駅の終端付近に2kmポストが存在する[60]。
2. は、旧西武鉄道時代に当路線が開通した際、東村山駅から本川越駅まではポストが既設であったので、新たに起点となる高田馬場駅ホームの下り方終端部の0kmポストから、合流地点の東村山駅付近まで設置したものである。ただし終端については東村山駅構内までではなく、所沢駅の南側で池袋線をアンダークロスする地点まで設置されている[60]。
3. は、旧川越鉄道時代に設置されたもので、歴史的な経緯上、本川越駅を0kmとして設置され、東村山駅からは国分寺線国分寺駅に向かってへ連続して打たれている（このため国分寺線のキロポストは全て本川越駅からの通算距離を示している）。ただし本川越駅の0kmポストは駅改良工事などの関係で現存しておらず、実際のポストは0.3kmからとなっている。また、名目上は本川越駅 - 東村山駅 - 国分寺駅と連続しているが、実際には所沢駅南側の19.5kmポストから東村山駅構内（21.9km）まで一旦ポストが中断している[60]。この中断の開始地点は2.の高田馬場駅起点のキロポストが打ち止めとなる地点のすぐそばにあたり、わずかな区間が重複するものの、実質的にここでキロポストが切り替わっている。